# Přírodní katastrofa

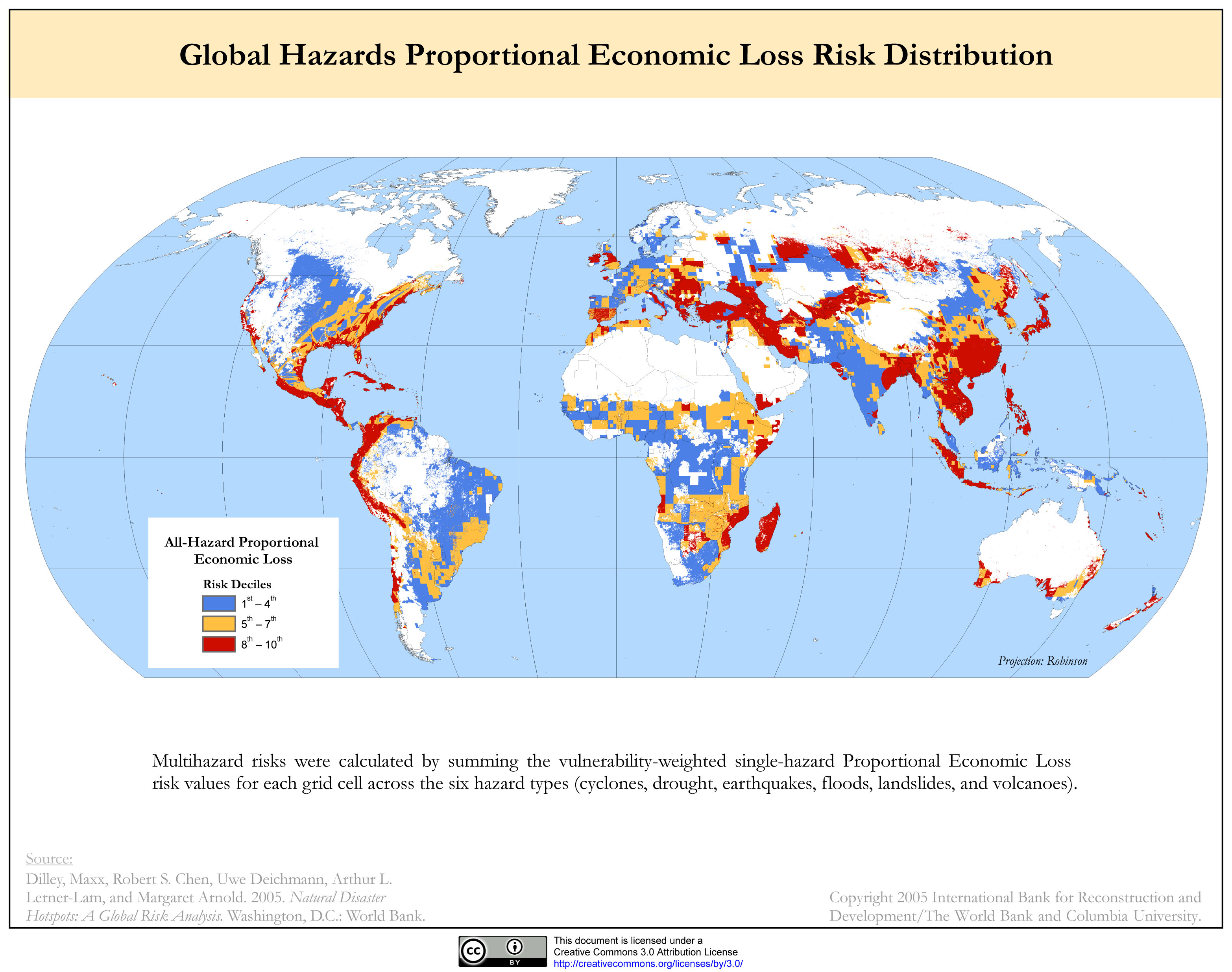
Globální hospodářské ztráty způsobené přírodními katastrofami, jako jsou cyklony, sucha, zemětřesení, záplavy, sesuvy půdy a sopky.

Přírodní katastrofa (živelní pohroma) je přírodní jev, který má vysoce škodlivý dopad na společnost nebo komunitu v důsledku přírodního nebezpečí. Mezi příklady přírodních katastrof patří: záplavy, sucho, zemětřesení, tropická cyklóna, blesk, tsunami, sopečná činnost, přírodní požár. Přírodní katastrofa může způsobit ztráty na životech nebo škody na majetku a obvykle po sobě zanechává ekonomické škody. Závažnost škod závisí na odolnosti postiženého obyvatelstva a na dostupné infrastruktuře. Vědci hovoří o tom, že termín přírodní katastrofa je nevhodný a měl by být opuštěn. Místo toho by se mohl používat jednodušší termín katastrofa a zároveň by se měla upřesnit kategorie (nebo typ) nebezpečí. Katastrofa je důsledkem přírodního nebo člověkem způsobeného nebezpečí, které dopadá na zranitelnou komunitu. Právě kombinace nebezpečí spolu s vystavením zranitelné společnosti má za následek katastrofu.
V moderní době je poměrně obtížné rozdělit katastrofy na přírodní, člověkem způsobené a člověkem urychlené, přičemž lidská rozhodnutí a činnosti, jako je architektura požáry, hospodaření se zdroji a změna klimatu, potenciálně hrají roli při vzniku přírodních katastrof. Ve skutečnosti byl termín přírodní katastrofa již v roce 1976 označen za nesprávné pojmenování.
Přírodní katastrofy mohou být zhoršeny nevhodnými stavebními normami, marginalizací lidí, nerovnostmi, nadměrným využíváním zdrojů, extrémním rozrůstáním měst a změnou klimatu. Rychlý růst světové populace a její zvýšená koncentrace často v nebezpečném prostředí vystupňovaly četnost i závažnost katastrof. Extrémní klimatické podmínky (např. v tropech) a nestabilní reliéf spolu s odlesňováním, neplánovaným šířením růstu a neinženýrskými stavbami vytvářejí zranitelnější rozhraní obydlených oblastí s přírodními prostory náchylnými ke katastrofám. Rozvojové země, které trpí chronickými přírodními katastrofami, mají často neúčinné komunikační systémy v kombinaci s nedostatečnou podporou prevence a řízení katastrof.
Nepříznivá událost nedosáhne úrovně katastrofy, pokud k ní dojde v oblasti bez zranitelného obyvatelstva. Jakmile zranitelné obyvatelstvo zažije katastrofu, může trvat mnoho let, než se komunita napraví, a toto období nápravy může vést k další zranitelnosti. Katastrofální následky přírodní katastrofy mají vliv také na duševní zdraví postižených komunit, což často vede k posttraumatickým symptomům. Tyto zvýšené emoční prožitky lze podpořit kolektivním zpracováním, což vede k odolnosti a většímu zapojení komunity.

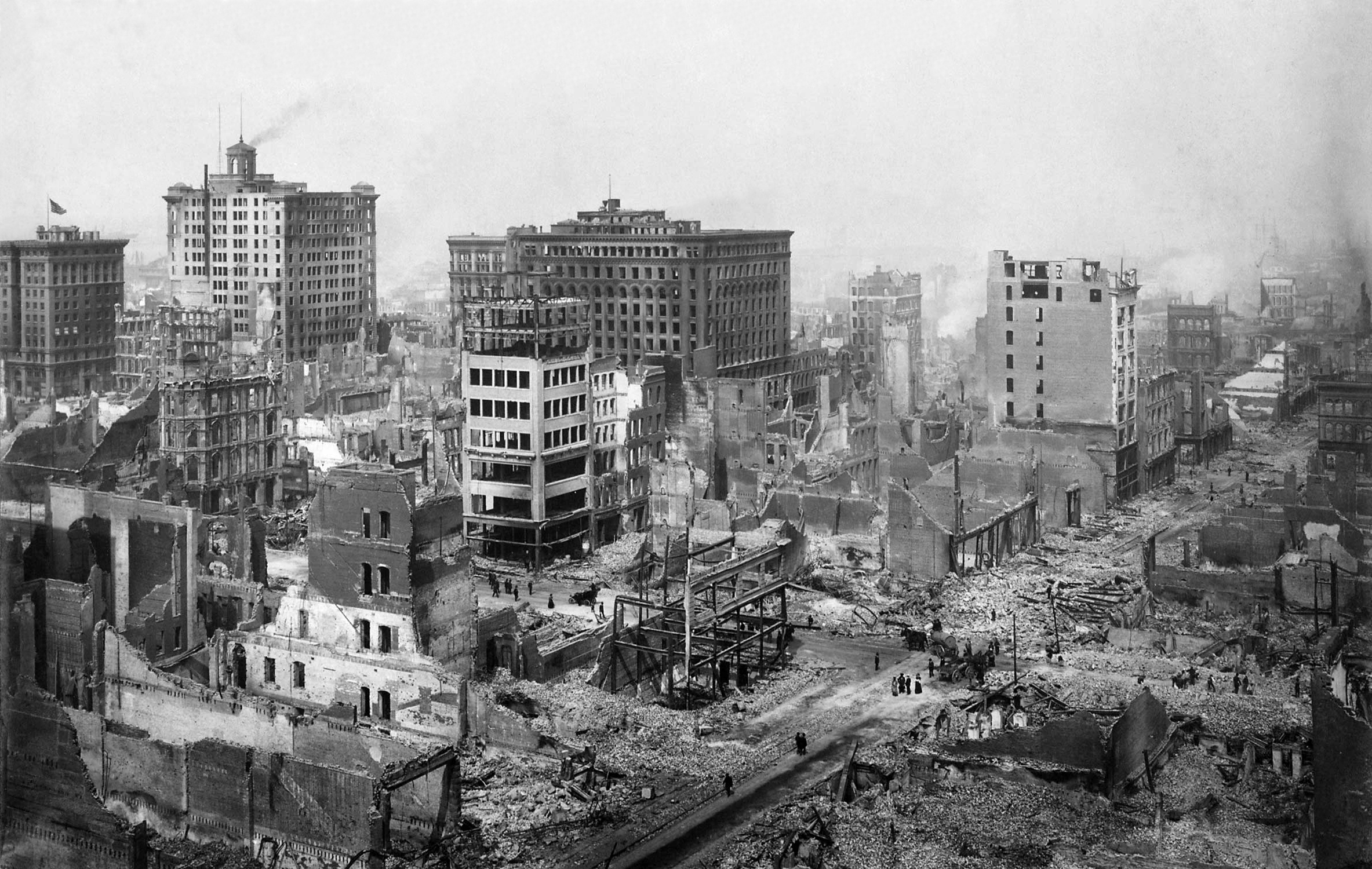
Ruiny po zemětřesení v sousedství Post a Grant Avenue. Pohled severovýchodním směrem

## Terminologie
Přírodní katastrofa je vysoce škodlivý dopad na společnost nebo komunitu v důsledku přírodního nebezpečí. Samotný pojem „katastrofa“ je definován následovně: „Katastrofa je vážné narušení fungování společenství, které přesahuje jeho schopnost vyrovnat se s ním pomocí vlastních zdrojů. Katastrofy mohou být způsobeny přírodními, člověkem způsobenými a technologickými riziky, jakož i různými faktory, které ovlivňují vystavení a zranitelnost komunity“.
Americká Federální agentura pro krizové řízení (FEMA) vysvětluje vztah mezi přírodními katastrofami a přírodními riziky následovně: „Přírodní nebezpečí a přírodní katastrofy spolu souvisejí, ale nejsou totéž. Přírodní nebezpečí je hrozba události, která bude mít pravděpodobně negativní dopad. Přírodní katastrofa je negativní dopad po skutečném výskytu přírodního nebezpečí v případě, že významně poškodí společnost.“ Příkladem rozdílu mezi přírodním nebezpečím a katastrofou je zemětřesení, které způsobilo katastrofu v San Francisku v roce 1906.
Přírodní nebezpečí je přírodní jev, který může mít negativní vliv na lidi a jiné živočichy nebo na životní prostředí. Přírodní nebezpečí lze rozdělit do dvou širokých kategorií: geofyzikální a biologické. Přírodní nebezpečí mohou být vyvolána nebo ovlivněna antropogenními procesy, např. změnou využití půdy, odvodněním a výstavbou.
V národním indexu rizik FEMA je zahrnuto 18 přírodních nebezpečí: lavina, pobřežní záplavy, vlna chladu, sucho, zemětřesení, krupobití, vlna veder, tropická cyklóna, ledová bouře, sesuv půdy, blesk, říční záplavy, silný vítr, tornádo, tsunami, sopečná činnost, požár, zimní počasí.

### Kritika
Termín přírodní katastrofa byl již v roce 1976 označen za nesprávný. Katastrofa je důsledkem přírodního nebezpečí, které zasáhne zranitelnou komunitu. Katastrofám však lze předcházet. Zemětřesení, sucha, záplavy, bouře a další události vedou ke katastrofám kvůli lidské činnosti a nečinnosti. Špatné územní a politické plánování a deregulace mohou vytvořit horší podmínky. Často zahrnují rozvojové aktivity, které ignorují nebo nesnižují rizika katastrof. Za katastrofy je obviňována pouze příroda, a to i v případech, kdy jsou katastrofy důsledkem selhání v oblasti rozvoje. Katastrofy jsou také důsledkem selhání společnosti při přípravě. Příklady takových selhání zahrnují nevhodné stavební normy, marginalizaci lidí, nerovnosti, nadměrné využívání zdrojů, extrémní rozrůstání měst a změnu klimatu.
Definování katastrof jako výhradně přírodních událostí má závažné důsledky, pokud jde o pochopení příčin katastrof a rozdělení politické a finanční odpovědnosti v oblasti snižování rizika katastrof, řízení katastrof, odškodňování, pojištění a prevence katastrof. Používání přírodních jevů pro popis katastrof zavádí lidi k myšlence, že ničivé následky jsou nevyhnutelné, mimo naši kontrolu a jsou prostě součástí přírodního procesu. Nebezpečí (zemětřesení, hurikány, pandemie, sucho atd.) jsou nevyhnutelná, ale jejich dopad na společnost nikoliv.
Odborníci říkají, že termín přírodní katastrofa je tedy nevhodný a měl by být opuštěn ve prospěch jednoduššího termínu katastrofa, přičemž by se měla upřesnit i kategorie (nebo druh) nebezpečí.

## Rozsah

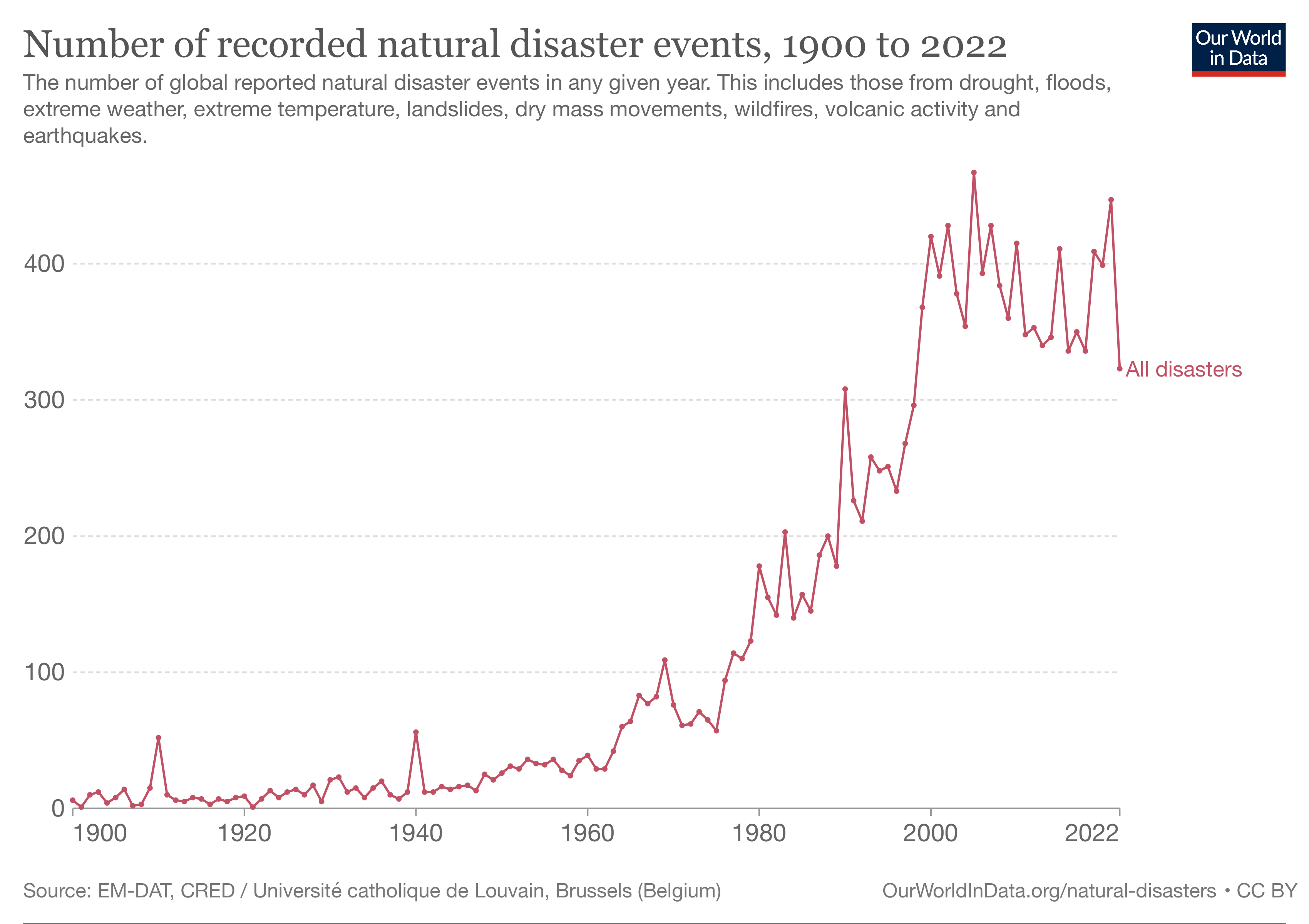
Počet zaznamenaných přírodních katastrof (1900–2022)

U některých z 18 přírodních nebezpečí zahrnutých do národního indexu rizik agentury FEMA je nyní pravděpodobnost výskytu vyšší a jejich intenzita vyšší v důsledku změny klimatu. To se týká vln veder, sucha, požárů a pobřežních záplav.

### Podle regionu a země
Od roku 2019 jsou zeměmi s nejvyšším podílem ztracených let života s postižením v důsledku přírodních katastrof (DALY) Bahamy, Haiti, Zimbabwe a Arménie (pravděpodobně hlavně kvůli zemětřesení ve Spitaku). Asijsko-pacifický region je světově nejnáchylnějším regionem ke katastrofám. Člověk v asijsko-pacifickém regionu má pětkrát vyšší pravděpodobnost, že bude zasažen přírodní katastrofou, než člověk žijící v jiných regionech.
V letech 1995–2015 se nejvíce přírodních katastrof odehrálo v Americe, Číně a Indii. V roce 2012 došlo na celém světě k 905 přírodním katastrofám, z nichž 93 % tvořily katastrofy související s počasím. Celkové náklady činily 170 miliard USD a pojištěné ztráty 70 miliard USD. Rok 2012 byl mírný. Z 45 % se jednalo o meteorologické (bouře), z 36 % o hydrologické (povodně), z 12 % o klimatologické (vlny veder, vlny mrazů, sucha, požáry) a ze 7 % o geofyzikální události (zemětřesení a sopečné erupce). V letech 1980–2011 se geofyzikální události podílely na 14 % všech přírodních katastrof.

### Pomalý a rychlý nástup událostí
Přírodní nebezpečí se vyskytují v různých časových měřítkách i měřítkách území. Tornáda a bleskové povodně jsou události s rychlým nástupem, což znamená, že se objevují s krátkou výstražnou dobou a mají krátké trvání. Velmi ničivé mohou být i události s pomalým nástupem, například sucho je přírodní nebezpečí, které se vyvíjí pomalu, někdy i několik let.

## Dopady

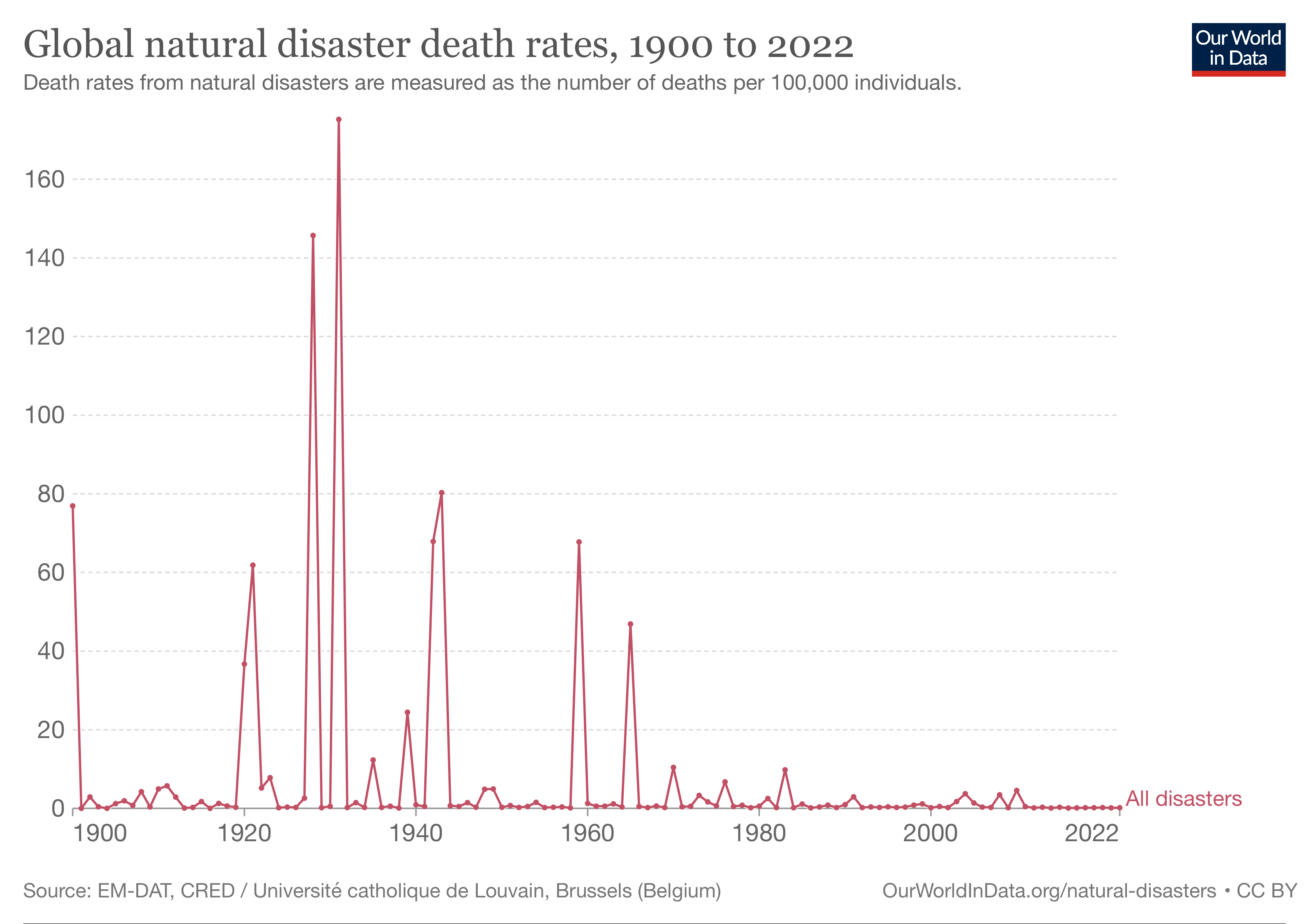
Celosvětová úmrtnost na přírodní katastrofy (1900–2022)

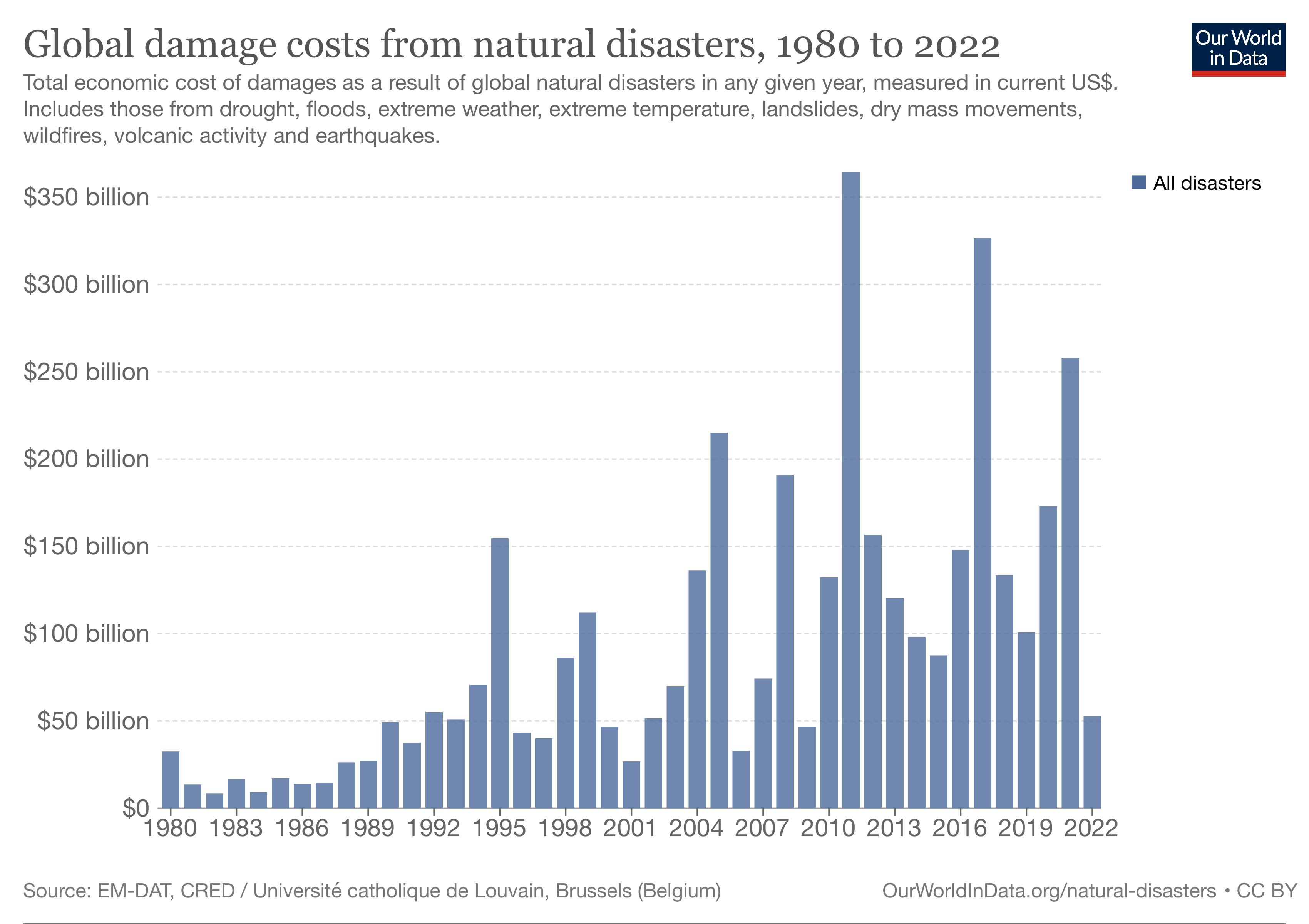
Celosvětové náklady na škody způsobené přírodními katastrofami (1980–2022)

Přírodní katastrofa může způsobit ztráty na životech, zranění nebo jiné zdravotní dopady, škody na majetku, ztrátu zdrojů obživy a služeb, sociální a ekonomické narušení nebo poškození životního prostředí.
Různé jevy, jako jsou zemětřesení, sesuvy půdy, sopečné erupce, záplavy, hurikány, tornáda, sněhové bouře, tsunami, cyklony, lesní požáry a pandemie, jsou přírodními riziky, která každoročně usmrtí tisíce lidí a zničí životní prostředí a majetek za miliardy dolarů. Rychlý růst světové populace a její zvýšená koncentrace často v nebezpečných prostředích však zvýšily četnost i závažnost katastrof. Díky tropickému klimatu a nestabilnímu reliéfu spolu s odlesňováním, neplánovaným šířením růstu, neinženýrským stavbám jsou oblasti náchylné ke katastrofám zranitelnější.
Úmrtnost na přírodní katastrofy je nejvyšší v málo rozvinutých zemích kvůli nižší kvalitě stavebních konstrukcí, infrastruktury a zdravotnických zařízení. V celosvětovém měřítku se celkový počet úmrtí na přírodní katastrofy za posledních 100 let snížil o 75 %, a to díky většímu rozvoji zemí, vyšší připravenosti, lepšímu vzdělání, lepším metodám a pomoci mezinárodních organizací. Vzhledem k tomu, že za stejnou dobu vzrostla světová populace, je pokles počtu úmrtí na obyvatele větší a klesl na 6 % původního množství.

### Dopady na životní prostředí
Během mimořádných událostí, jako jsou přírodní katastrofy a ozbrojené konflikty, může vznikat více odpadu, zatímco nakládání s odpady má ve srovnání s jinými službami nízkou prioritu. Stávající služby a infrastruktura pro nakládání s odpady mohou být narušeny, což způsobí, že komunity zůstanou bez odpadu a zvýší se množství odpadků. Za těchto okolností je často negativně ovlivněno lidské zdraví a životní prostředí.
Přírodní katastrofy (např. zemětřesení, tsunami, hurikány) mají potenciál vyprodukovat během krátké doby značné množství odpadu. Systémy nakládání s odpady mohou být vyřazeny z provozu nebo omezeny, přičemž jejich obnova často vyžaduje značný čas a finanční prostředky. Například tsunami v Japonsku v roce 2011 vyprodukovala obrovské množství odpadu: japonské ministerstvo životního prostředí odhaduje množství odpadu na 5 milionů tun. Část tohoto odpadu, převážně plastu a polystyrenu, byla koncem roku 2011 vyplavena na pobřeží Kanady a Spojených států. Podél západního pobřeží Spojených států se tak množství odpadu zvýšilo desetinásobně a mohlo dojít k přenosu cizích druhů. Důležitým zdrojem plastového odpadu jsou také bouře. Studie Lo et al. (2020) uvádí 100% nárůst množství mikroplastů na plážích zkoumaných po tajfunu v Hongkongu v roce 2018.
Významné množství plastového odpadu může vzniknout během operací na pomoc při katastrofách. Po zemětřesení na Haiti v roce 2010 byl vznik odpadu z humanitárních operací označován jako „druhá katastrofa“. Armáda Spojených států oznámila, že byly distribuovány miliony lahví od vody a polystyrenových obalů od potravin, ačkoli neexistoval žádný funkční systém nakládání s odpady. Pro nouzové přístřešky bylo zapotřebí více než 700 000 plastových plachet a 100 000 stanů. Nárůst plastového odpadu spolu se špatnými postupy při jeho likvidaci vedl k ucpání otevřených odvodňovacích kanálů, což zvýšilo riziko nákazy.
Konflikty mohou vést k rozsáhlému vysídlení komunit. Lidé žijící v těchto podmínkách mají často k dispozici jen minimální zařízení pro nakládání s odpady. K likvidaci směsného odpadu, včetně plastů, se hojně využívají spalovací jámy. Znečištění ovzduší může vést k respiračním a jiným onemocněním. Například saharští uprchlíci žijí v pěti táborech poblíž alžírského Tindúfu již téměř 45 let. Vzhledem k tomu, že služby sběru odpadu jsou podfinancované a neexistuje zde žádné recyklační zařízení, plasty zaplavily ulice a okolí táborů. Naproti tomu v jordánském táboře Azraq pro uprchlíky ze Sýrie jsou služby odpadového hospodářství zavedeny; z 20,7 tuny odpadu vyprodukovaného denně je 15 % recyklovatelných.

### Dopady na zranitelné skupiny

#### Dopady na ženy
Vzhledem ke společenskému, politickému a kulturnímu kontextu mnoha míst na světě jsou ženy často neúměrně postiženy katastrofou. Při tsunami v Indickém oceánu v roce 2004 zemřelo více žen než mužů, mimo jiné proto, že méně žen umělo plavat. Během přírodní katastrofy a po ní jsou ženy vystaveny zvýšenému riziku, že budou postiženy násilím založeným na pohlaví, a jsou stále více zranitelné sexuálním násilím. Narušené vymáhání práva ze strany policie, nedbalé předpisy a vysídlení přispívají ke zvýšenému riziku genderově podmíněného násilí a sexuálních útoků. U žen, které byly postiženy sexuálním násilím, se výrazně zvyšuje riziko pohlavně přenosných infekcí, jedinečných fyzických zranění a dlouhodobých psychických následků. Všechny tyto dlouhodobé zdravotní následky mohou zabránit úspěšnému opětovnému začlenění do společnosti po období obnovy po katastrofě.
Kromě LGBT osob a přistěhovalců jsou ženy také neúměrně „obětními beránky“ založených na náboženství. V souvislosti s přírodními katastrofami: fanatičtí náboženští vůdci nebo stoupenci mohou tvrdit, že bůh nebo bohové se zlobí na nezávislé, svobodomyslné chování žen, jako je „necudné“ oblékání, sex nebo potraty. Například strana Hindutva Hindu Makkal Katchi a další obviňovali boj žen za právo vstupu do chrámu Sabarimala ze záplav v Kerale v srpnu 2018, které údajně způsobil rozhněvaný bůh Ayyappan. V reakci na obvinění íránského islámského duchovního Kazema Seddiqiho, že příčinou zemětřesení je neskromné oblékání žen a šíření promiskuity, zorganizovala 26. dubna 2010 americká studentka Jennifer McCreightová akci Boobquake: vyzvala ženy po celém světě, aby se všechny najednou oblékly „necudně“ a zároveň prováděly pravidelné seismografické kontroly, které mají dokázat, že takové chování žen nezpůsobuje zvýšení zemětřesné aktivity.
Během přírodních katastrof a po nich dochází k přerušení běžného hygienického chování. Kromě toho se v důsledku katastrofy mohou zhroutit systémy zdravotní péče, což dále snižuje dostupnost antikoncepčních prostředků. Nechráněný pohlavní styk v této době může vést ke zvýšenému počtu porodů, nechtěných těhotenství a pohlavně přenosných nemocí. Metody používané k prevenci pohlavně přenosných infekcí (např. používání kondomů) jsou v době kolem katastrofy často zapomenuty nebo nedostupné. Nedostatečná infrastruktura zdravotní péče a nedostatek lékařů ztěžují možnost léčit osoby, které se nakazí pohlavně přenosnou chorobou. Kromě toho je často narušeno zdravotnické úsilí o prevenci, monitorování nebo léčbu AIDS, což vede ke zvýšené míře komplikací HIV a zvýšenému přenosu viru v populaci.
Těhotné ženy jsou jednou ze skupin neúměrně postižených přírodními katastrofami. Nedostatečná výživa, omezený přístup k čisté vodě, nedostatek zdravotnických služeb a psychický stres po katastrofě mohou vést k výraznému zvýšení mateřské nemocnosti a úmrtnosti. Nedostatek zdravotnických zdrojů v tomto období navíc může i běžné porodnické komplikace změnit v mimořádné události. Během katastrofy a po ní může být narušena prenatální, perinatální a poporodní péče o ženy. Mezi ženami postiženými přírodní katastrofou je výrazně vyšší výskyt dětí s nízkou porodní hmotností, předčasně narozených dětí a dětí s malým obvodem hlavy.

### Dopady na vlády a volební procesy
Katastrofy zatěžují vládní kapacity, protože vláda se snaží provádět rutinní i nouzové operace. Někteří odborníci, zabývající se volebním chováním říkají, že občané aktualizují informace o efektivitě vlády na základě její reakce na katastrofy, což ovlivňuje jejich volbu v příštích volbách. Některé důkazy založené na údajích ze Spojených států skutečně ukazují, že stávající strany mohou ztratit hlasy, pokud je občané vnímají jako odpovědné za špatnou reakci na katastrofy, nebo naopak získat hlasy na základě vnímání dobře provedených záchranných prací. posledně jmenovaná studie však také zjistila, že voliči neodměňují stávající strany za připravenost na katastrofy, což může ve výsledku ovlivnit motivaci vlády investovat do této připravenosti. Jiné důkazy, rovněž vycházející ze Spojených států, však ukazují, že občané mohou po přírodní katastrofě jednoduše reagovat zpětně a obvinit vládnoucí stranu z těžkostí, čímž vládnoucí strana ztratí hlasy. Jedna studie v Indii zjistila, že vládnoucí strany poskytují větší pomoc po katastrofách v oblastech, kde je vyšší novinové pokrytí, volební účast a gramotnost – autoři to zdůvodňují tím, že tyto výsledky naznačují, že vládnoucí strany reagují s pomocí lépe v oblastech s politicky informovanějšími občany, kteří by je za špatnou pomoc spíše potrestali.
Násilné konflikty uvnitř států mohou zhoršit dopad přírodních katastrof tím, že oslabují schopnost států, komunit a jednotlivců poskytovat pomoc při katastrofách. Přírodní katastrofy mohou také zhoršit probíhající konflikty uvnitř států tím, že oslabují schopnost států bojovat proti povstalcům.
V čínských a japonských dějinách bylo běžné, že se po velké přírodní katastrofě měnila jména epoch nebo hlavních měst a paláců císařů, a to především z politických důvodů, jako je spojování s těžkostmi ze strany obyvatelstva a strach z otřesů (tj. ve východoasijských vládních kronikách byly takové obavy zaznamenány nenápadně jako nešťastné jméno nebo místo vyžadující změnu).

## Katastrofy způsobené geologickými riziky

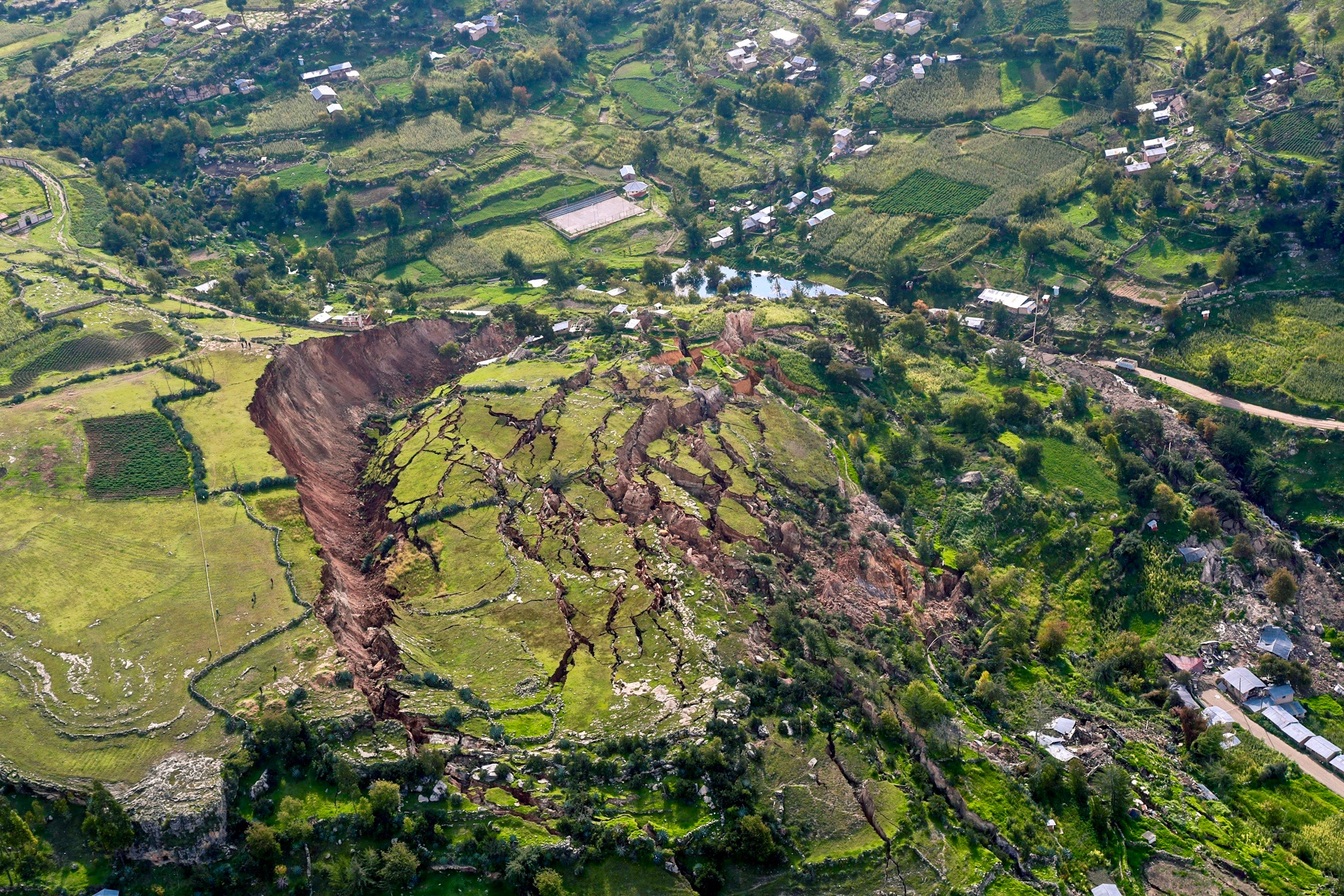
Sesuv půdy u města Cuzco v Peru v roce 2018

Animace sesuvu půdy v okrese San Mateo, Kalifornie

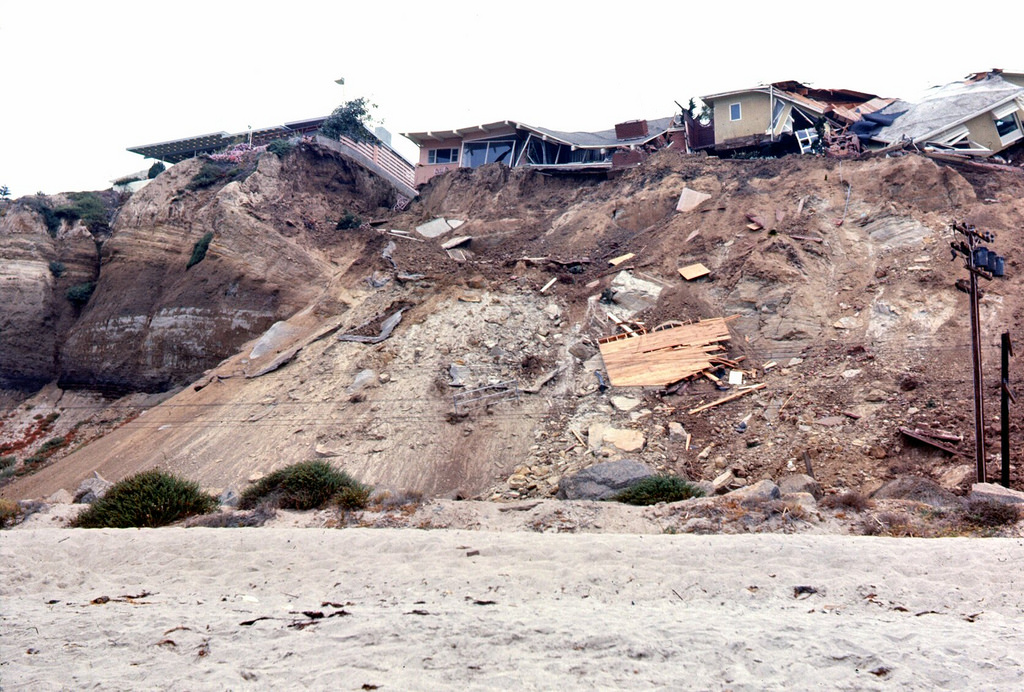
Sesuv půdy v San Clemente v Kalifornii v roce 1966

### Sesuvy půdy
Svahové pohyby, známé také jako sesuvy půdy, jsou druhem hromadného pohybu, který může zahrnovat širokou škálu pohybů půdy, jako jsou sesuvy skal, bahenní proudy, mělké nebo hluboké svahové poruchy a bahnotoky. Sesuvy se vyskytují v různých prostředích, která se vyznačují buď strmým, nebo mírným sklonem svahů, od horských pásem po pobřežní útesy nebo dokonce pod vodou, v takovém případě se nazývají podmořské sesuvy.
Primární hnací silou pro vznik sesuvu je gravitace, ale existují i další faktory ovlivňující stabilitu svahu, které vytvářejí specifické podmínky, jež činí svah náchylným k selhání. V mnoha případech je sesuv vyvolán určitou událostí (například přívalovým deštěm, zemětřesením, zářezem svahu při stavbě silnice a mnoha dalšími), i když ne vždy je možné ji identifikovat.
Sesuvy často zhoršuje lidský rozvoj (např. rozrůstání měst) a využívání zdrojů (např. těžba a odlesňování). Degradace půdy často vede k menší stabilizaci půdy vegetací. Kromě toho globální oteplování způsobené změnou klimatu a dalšími lidskými vlivy na životní prostředí může zvýšit četnost přírodních jevů (např. extrémního počasí), které vyvolávají sesuvy půdy. Zmírňování dopadů sesuvů půdy popisuje politiku a postupy pro snižování rizika lidských dopadů sesuvů půdy, čímž se snižuje riziko přírodní katastrofy.

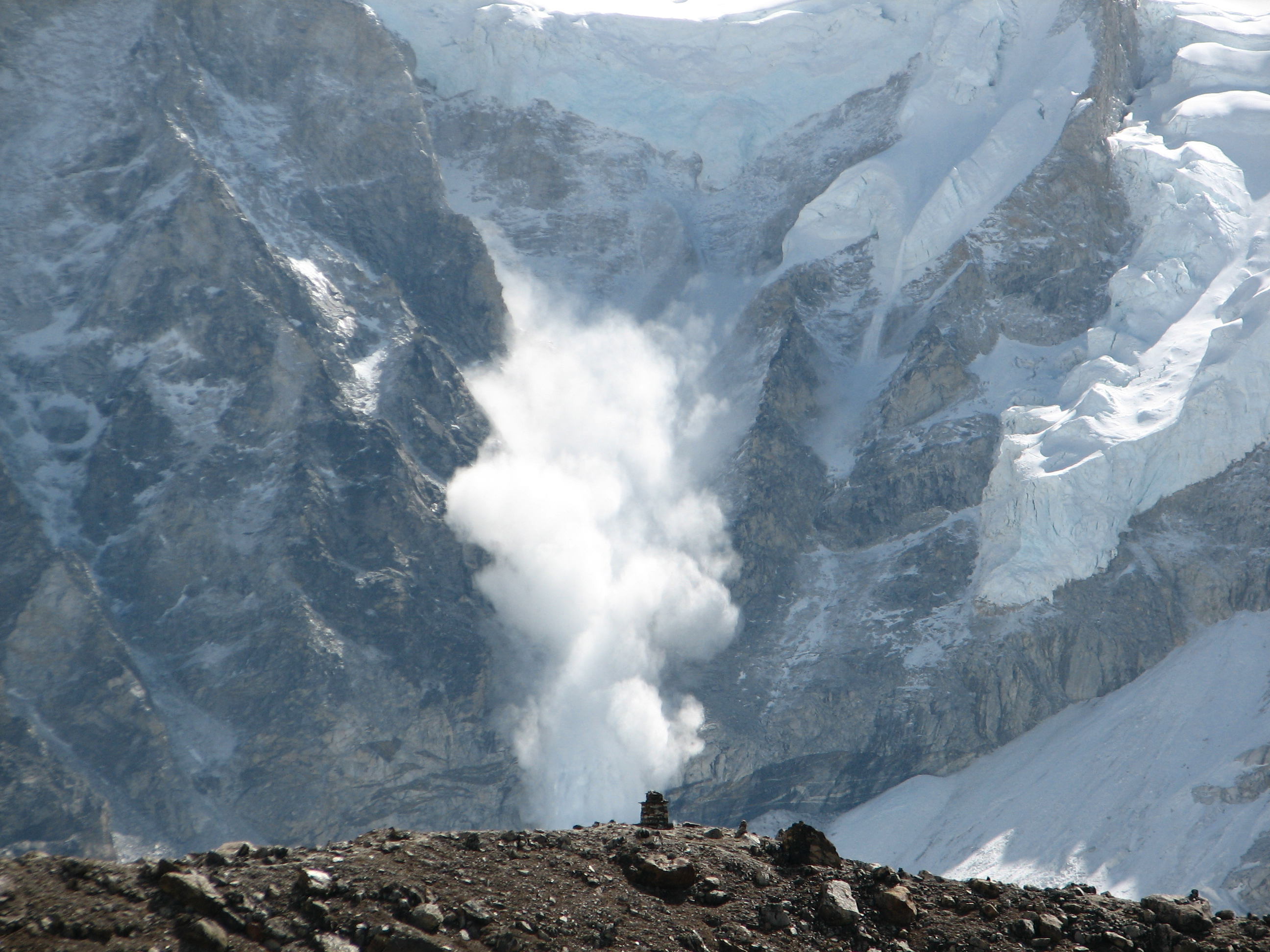
Lavina prachového sněhu v Himálaji poblíž Mount Everestu.

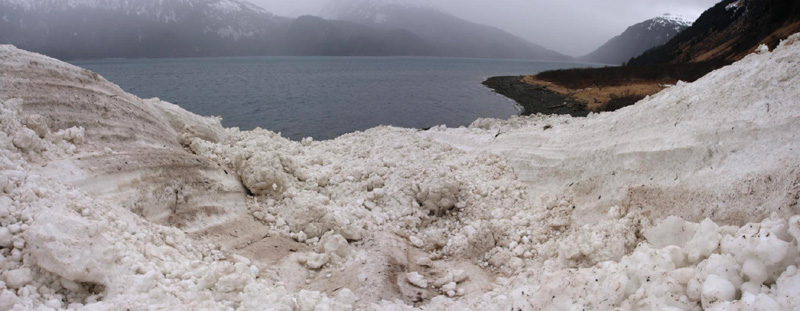
Konec laviny v aljašských fjordech Kenai.

### Laviny
Lavina je rychlý tok sněhu po svahu, například po kopci nebo hoře.
Laviny se mohou spustit samovolně, vlivem faktorů, jako jsou zvýšené srážky nebo oslabení soudržnosti sněhové pokrývky, nebo vnějšími vlivy, jako jsou lidé, jiná zvířata a zemětřesení. Velké laviny, které se primárně skládají z proudícího sněhu a vzduchu, mají schopnost zachytit a přemístit led, skály a stromy.
K lavinám může dojít v každém pohoří, které má trvalou sněhovou pokrývku. Nejčastěji se vyskytují v zimě nebo na jaře, ale mohou se vyskytnout kdykoli během roku. V horských oblastech patří laviny k nejzávažnějším přírodním nebezpečím pro životy a majetek, proto je na ochranu před nimi vynakládáno velké úsilí.

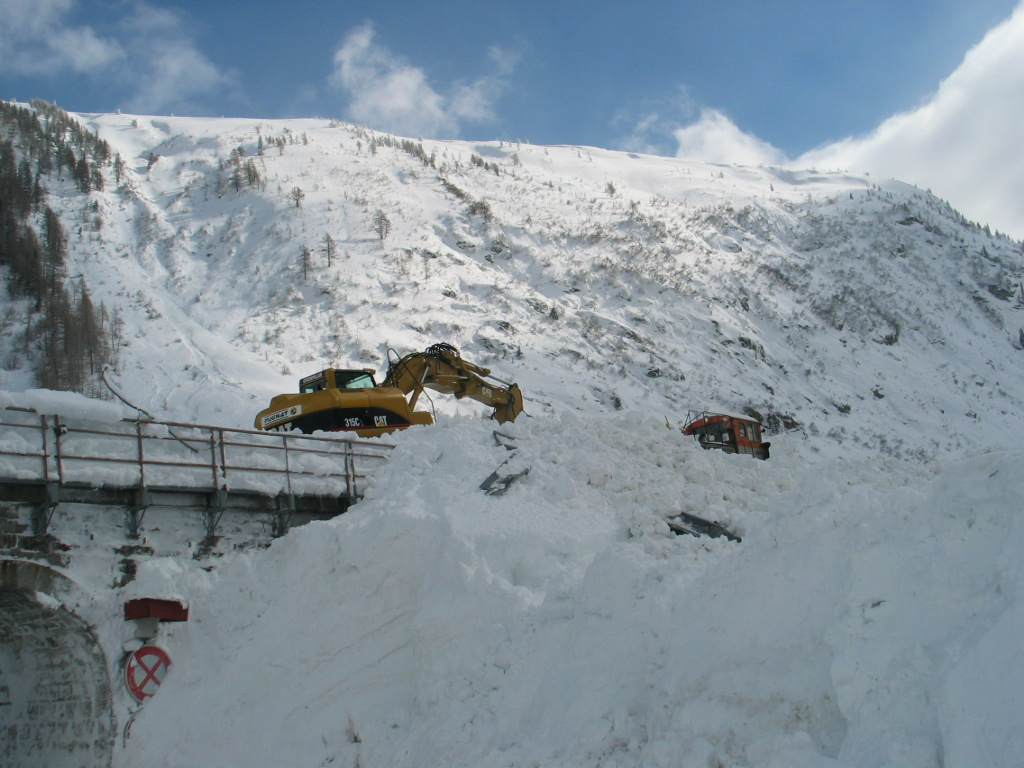
Těžká technika v akci poté, co lavina přerušila provoz na železnici Saint-Gervais-Vallorcine v Haute-Savoie ve Francii (2006).

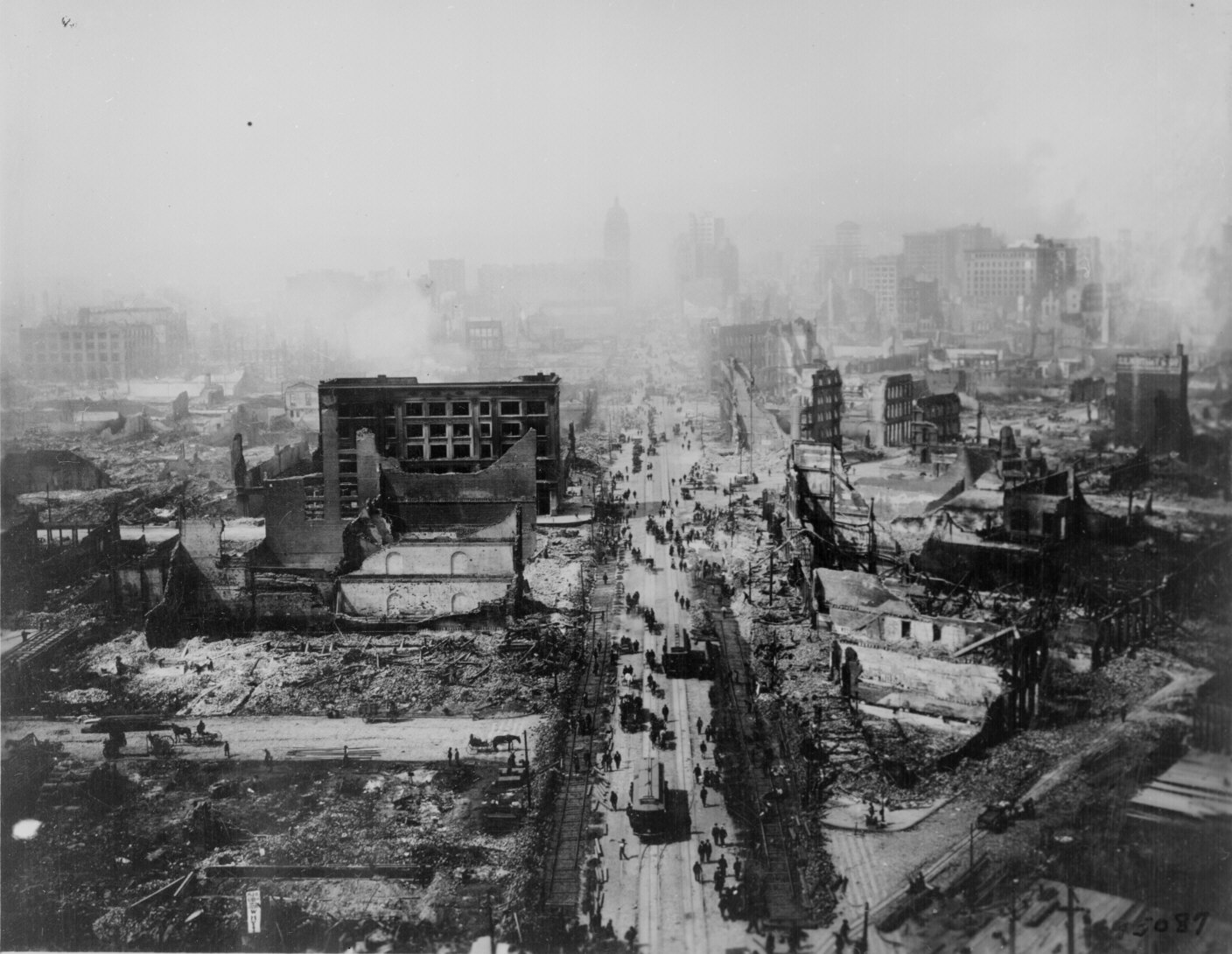
San Francisco bylo v roce 1906 zničeno zemětřesením.

### Zemětřesení
Zemětřesení je výsledkem náhlého uvolnění energie v zemské kůře, při kterém vznikají seismické vlny. Na zemském povrchu se zemětřesení projevuje vibracemi, otřesy a někdy i posunem půdy. Zemětřesení jsou způsobena sesouváním v rámci geologických zlomů. Podzemní místo vzniku zemětřesení se nazývá seismické ohnisko. Bod přímo nad ohniskem na povrchu se nazývá epicentrum. Zemětřesení samo o sobě jen zřídka zabíjí lidi nebo volně žijící zvířata – smrt obvykle způsobují druhotné události, které vyvolá, jako je zřícení budov, požáry, tsunami a sopečné erupce. Mnohým z nich lze případně předejít lepší výstavbou, bezpečnostními systémy, včasným varováním a plánováním.

### Propadliny
Propadlina (závrt) je prohlubeň nebo díra v zemi způsobená nějakou formou propadu povrchové vrstvy. Když přirozená eroze, lidská těžba nebo podzemní výkopy způsobí, že zemina je příliš slabá na to, aby unesla stavby na ní postavené, může se zemina propadnout a vytvořit propadlinu. Například propadlina v Guatemala City v roce 2010, při níž zahynul jeden člověk, vznikla, když silný déšť z tropické bouře Agatha, odkloněný netěsným potrubím do pemzového podloží, vedl k náhlému propadu půdy pod tovární budovou.

### Pobřežní eroze
Pobřežní eroze je fyzikální proces, při kterém se pobřeží v pobřežních oblastech po celém světě posouvá a mění, především v reakci na vlny a proudy, které mohou být ovlivněny přílivem a odlivem a bouřkovou vlnou. Pobřežní eroze může být výsledkem dlouhodobých procesů (viz také vývoj pláží) i epizodických událostí, jako jsou tropické cyklóny nebo jiné silné bouřky. Pobřežní eroze je jedním z nejvýznamnějších pobřežních nebezpečí. Představuje hrozbu pro infrastrukturu, investiční majetek a majetek.

### Sopečné erupce
Sopky mohou způsobit rozsáhlou zkázu a následnou katastrofu několika způsoby. Jedním z nebezpečí je samotná sopečná erupce, kdy síla výbuchu a padající kameny mohou způsobit škody. Při erupci sopky se také může uvolňovat láva, která při opuštění sopky může kvůli extrémnímu žáru zničit budovy, rostliny a zvířata. Kromě toho může sopečný popel (zpravidla po ochlazení) vytvořit oblak a hustě se usadit na blízkých místech. Po smíchání s vodou vytváří materiál podobný betonu. V dostatečném množství může popel způsobit, že se pod jeho vahou zřítí střechy. Při vdechnutí škodí lidem i malé množství - má konzistenci mletého skla, a proto způsobuje poleptání hrdla a plic. Sopečný popel může také způsobit poškození pohyblivých strojů, například motorů, odřením. Hlavním zabijákem lidí v bezprostředním okolí sopečné erupce jsou pyroklastické proudy, tvořené oblakem žhavého popela, který se hromadí ve vzduchu nad sopkou a řítí se dolů po svazích, když erupce již neudrží zvedání plynů. Předpokládá se, že Pompeje byly zničeny pyroklastickým proudem. Lahar je sopečný bahenní proud nebo sesuv půdy. Katastrofa v Tangiwai v roce 1953 byla způsobena laharem, stejně jako tragédie v Armeru v roce 1985, při níž bylo zasypáno město Armero a zahynulo odhadem 23 000 lidí.
Sopky ohodnocené stupněm 8 (nejvyšší stupeň) indexu vulkanické explozivity se označují jako supervulkány. Podle teorie Tobské katastrofy před 75 000 až 80 000 lety supervulkanická erupce u dnešního jezera Toba na Sumatře snížila lidskou populaci na 10 000 nebo dokonce 1 000 rozmnožujících se párů, čímž vzniklo úzké hrdlo v lidské evoluci a zahynuly tři čtvrtiny veškerého rostlinstva na severní polokouli. O pravdivosti této teorie se však vedou značné diskuse. Hlavním nebezpečím supervulkánu je obrovský oblak popela, který má katastrofální globální vliv na klima a teplotu po mnoho let.

## Katastrofy způsobené vodními riziky
Hydrologická katastrofa je prudká, náhlá a ničivá změna buď v kvalitě vody na Zemi, nebo v rozložení či pohybu vody na zemi pod povrchem nebo v atmosféře.

### Povodně
Povodeň je rozliv vody, který „zatopí“ určité území. Směrnice EU o povodních definuje povodeň jako dočasné pokrytí území, které je obvykle suché, vodou. Ve smyslu „tekoucí vody“ lze toto slovo použít také pro příliv a odliv. Povodeň může vzniknout v důsledku toho, že objem vodního útvaru, například řeky nebo jezera, se zvýší oproti obvyklému stavu, což způsobí, že část vody unikne z jeho obvyklých hranic. Zatímco velikost jezera nebo jiného vodního útvaru se mění v závislosti na sezónních změnách srážek a tání sněhu, povodeň se nepovažuje za významnou, pokud voda nezakryje území využívané lidmi, například vesnici, město nebo jinou obydlenou oblast, silnice nebo rozsáhlé zemědělské plochy.

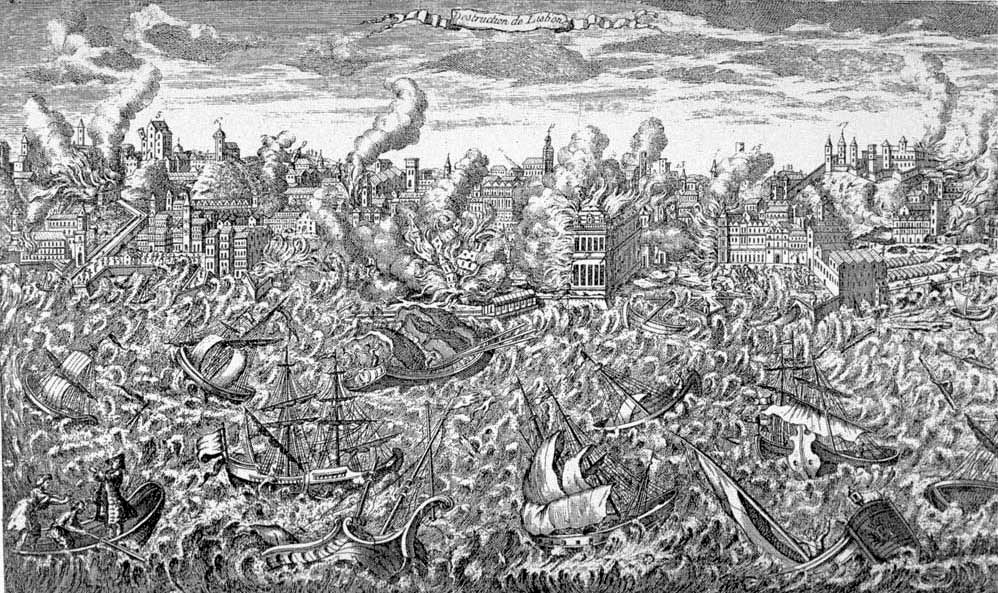
Mědirytina z roku 1755 zobrazující Lisabon v troskách a v plamenech po zemětřesení v Lisabonu v roce 1755. Vlna tsunami zaplavuje lodě v přístavu.

### Tsunami
Tsunami (množné číslo: tsunami nebo tsunami; z japonského 津波, dosl. „přístavní vlna“, známé také jako seismická mořská vlna nebo přílivová vlna, je série vln ve vodním útvaru způsobená přemístěním velkého objemu vody, obvykle v oceánu nebo velkém jezeře. Tsunami může být způsobeno podmořským zemětřesením, jako například tsunami na Boxing Day v roce 2004, nebo sesuvem půdy, jako například v roce 1958 v zátoce Lituya na Aljašce, nebo sopečnými erupcemi, jako například při dávné erupci na Santorini. Dne 11. března 2011 se poblíž japonské Fukušimy objevila vlna tsunami, která se šířila Tichým oceánem.

### Limnické erupce
Limnická erupce, známá také jako převrácení jezera, nastává, když z hlubokých jezerních vod náhle vytryskne plyn, obvykle CO2, který představuje hrozbu udušení volně žijících živočichů, hospodářských zvířat a lidí. Taková erupce může také způsobit tsunami v jezeře, protože stoupající plyn vytlačuje vodu. Vědci se domnívají, že takovou erupci mohou vyvolat sesuvy půdy, výbuchy nebo sopečná činnost. Doposud byly pozorovány a zaznamenány pouze dvě limnické erupce. V roce 1984 v Kamerunu způsobila limnická erupce v jezeře Monoun smrt 37 obyvatel z okolí; v nedalekém jezeře Nyos v roce 1986 zabila mnohem větší erupce 1 700 až 1 800 lidí udušením.

## Katastrofy způsobené extrémními povětrnostními vlivy

### Horké a suché podmínky

#### Vlny veder
Vlna veder je období neobvykle horkého počasí. Vlny veder jsou vzácné a vyžadují specifické kombinace povětrnostních jevů, které mohou zahrnovat teplotní inverze, katabatické větry nebo jiné jevy. Nejhorší vlnou veder v nedávné historii byla evropská vlna veder v roce 2003. Letní vlna veder v australském státě Victoria vytvořila podmínky, které podpořily rozsáhlé požáry buše v roce 2009. V Melbourne byly tři dny po sobě zaznamenány teploty přesahující 40 °C, přičemž v některých regionálních oblastech panovaly mnohem vyšší teploty. Požáry buše, souhrnně označované jako „černá sobota“, byly částečně dílem žhářů. Léto 2010 na severní polokouli vyústilo v silné vlny veder, při nichž zahynulo více než 2 000 lidí. Vedra způsobila stovky lesních požárů, které vedly k rozsáhlému znečištění ovzduší a spálily tisíce kilometrů čtverečních lesa.

### Sucho
Sucho je období, kdy jsou podmínky sušší, než je obvyklé. Sucho může trvat několik dní, měsíců nebo let. Sucho má často velké dopady na ekosystémy a zemědělství postižených regionů a způsobuje škody na místním hospodářství. Každoroční suchá období v tropech výrazně zvyšují pravděpodobnost vzniku sucha a následných požárů. Období veder mohou podmínky sucha výrazně zhoršit, protože urychlují odpařování vodní páry, vysušují lesy a další vegetaci a zvyšují množství paliva pro požáry.
Mezi známá historická sucha patří například tisícileté sucho v Austrálii v letech 1997–2009, které vedlo ke krizi v zásobování vodou na většině území země. V důsledku toho bylo poprvé postaveno mnoho odsolovacích zařízení. V roce 2011 žil stát Texas po celý kalendářní rok v režimu vyhlášení stavu nouze kvůli suchu a utrpěl velké hospodářské ztráty, sucho způsobilo požáry v Bastropu.

### Písečné bouře
Písečná bouře, nazývaná také prachová bouře, je meteorologický jev běžný v suchých a polosuchých oblastech. Prachové bouře vznikají, když nárazová fronta nebo jiný silný vítr odnáší ze suchého povrchu uvolněný písek a nečistoty. Drobné částice se přenášejí solením a suspenzí, což je proces, při kterém se půda přesouvá z jednoho místa a usazuje se na jiném.

### Ohnivé bouře
Ohnivá bouře je požár, který dosahuje takové intenzity, že vytváří a udržuje vlastní větrný systém. Nejčastěji se jedná o přírodní jev, který vzniká při některých největších požárech buše a lesních požárech. Ačkoli se tento termín používá k popisu některých velkých požárů, určující charakteristikou tohoto jevu je požár s vlastním bouřkovým větrem, který se šíří ze všech bodů kompasu směrem k centru bouře, kde se vzduch ohřívá a následně stoupá.

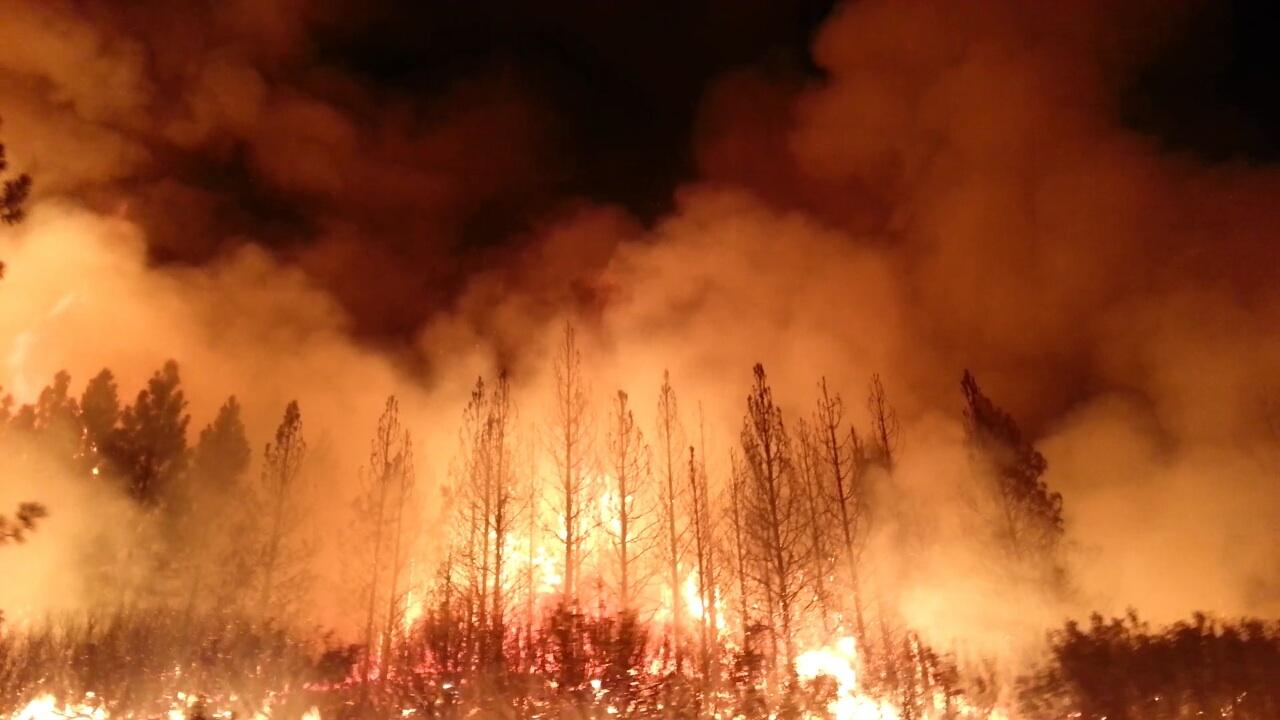
Lesní požár v Kalifornii

### Lesní požáry
Lesní požáry jsou rozsáhlé požáry, které často vznikají ve volné přírodě. Mezi nejčastější příčiny patří blesky a sucho, ale požáry v přírodě mohou vzniknout i v důsledku lidské nedbalosti nebo žhářství. Mohou se rozšířit do obydlených oblastí, a tím ohrozit lidi, majetek i volně žijící zvířata. K významným požárům patří požár Peshtigo v roce 1871 ve Spojených státech, při kterém zahynulo nejméně 1 700 lidí, a požáry viktoriánské buše v Austrálii v roce 2009.

### Bouře

#### Tropické cyklóny
Tajfun, cyklón, cyklonální bouře a hurikán jsou různé názvy pro stejný jev: tropickou bouři, která se tvoří nad oceánem. Je způsobena vypařenou vodou, která se vypařuje z oceánu a stává se bouří. Vyznačuje se silným větrem, přívalovými srážkami a bouřkami. Rozhodující pro to, který termín se použije, je místo vzniku bouře. V Atlantiku a severovýchodním Pacifiku se používá termín „hurikán“, v severozápadním Pacifiku se označuje jako „tajfun“, v jižním Pacifiku a Indickém oceánu se vyskytuje „cyklóna“.
Nejsmrtelnějším hurikánem vůbec byl cyklón Bhola z roku 1970; nejsmrtelnějším hurikánem v Atlantiku byl Velký hurikán z roku 1780, který zpustošil Martinik, Svatý Eustach a Barbados. Dalším významným hurikánem je hurikán Katrina, který v roce 2005 zpustošil pobřeží Mexického zálivu ve Spojených státech. Hurikány mohou být v důsledku změny klimatu způsobené lidskou činností intenzivnější a produkovat více vydatných srážek.

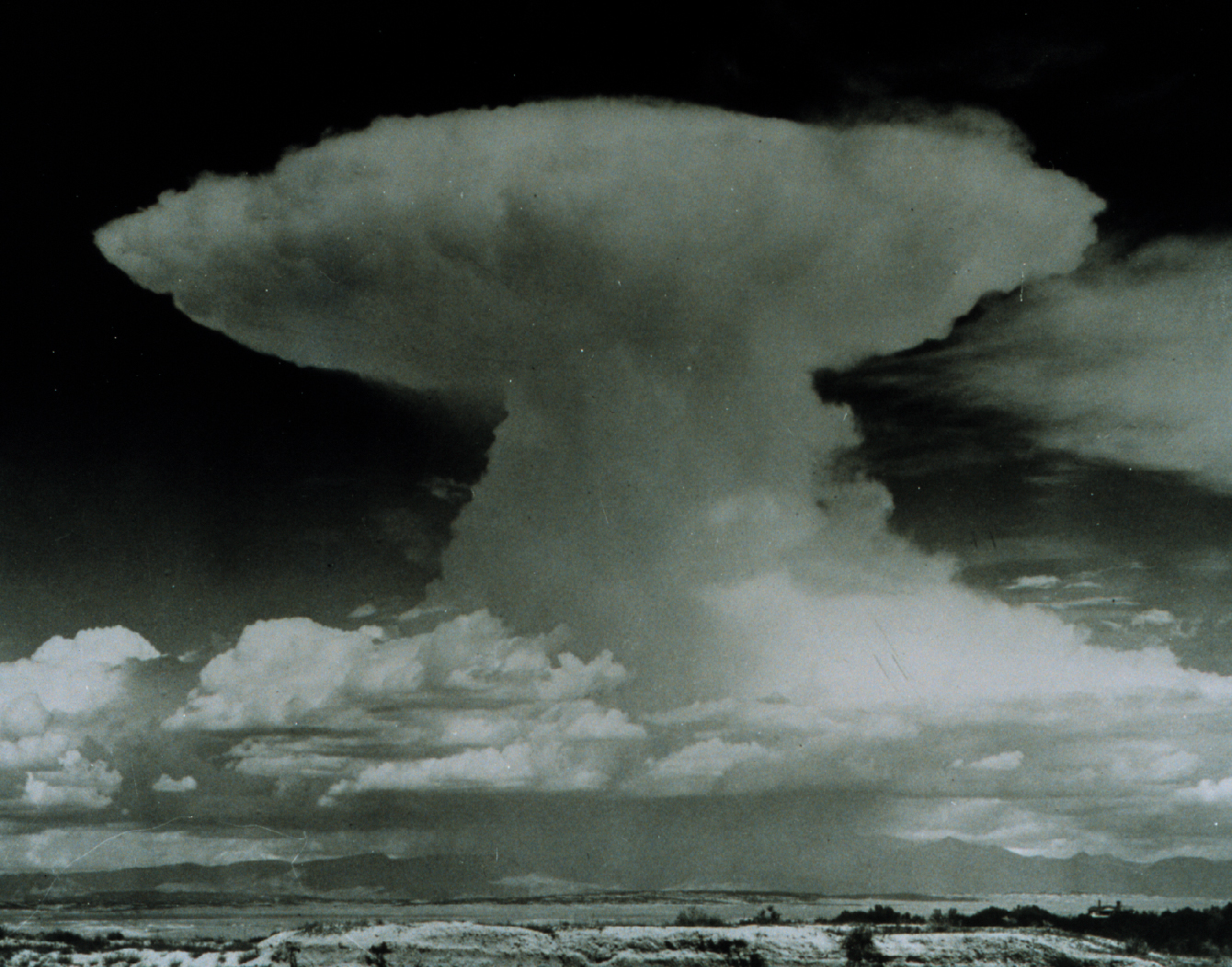
Klasický kovadlinovitý a jasně vyvinutý Cumulonimbus incus

#### Bouřky
Silné bouře, prachová mračna a sopečné erupce mohou provázet blesky. Kromě škod typických pro bouřky, jako je vítr, krupobití a záplavy, může samotný blesk poškodit budovy, zapálit požár a usmrtit přímým kontaktem. Mezi obzvláště smrtelné případy blesků patří úder blesku v roce 2007 v Ushari Dara, odlehlé horské vesnici v severozápadním Pákistánu, při kterém zahynulo 30 lidí; havárie letu LANSA 508, při které zahynulo 91 lidí, a výbuch paliva v egyptské Dronce způsobený bleskem v roce 1994, při kterém zahynulo 469 lidí. K většině úmrtí způsobených bleskem dochází v chudších zemích Ameriky a Asie, kde jsou blesky běžné a domy z hliněných cihel poskytují jen malou ochranu.

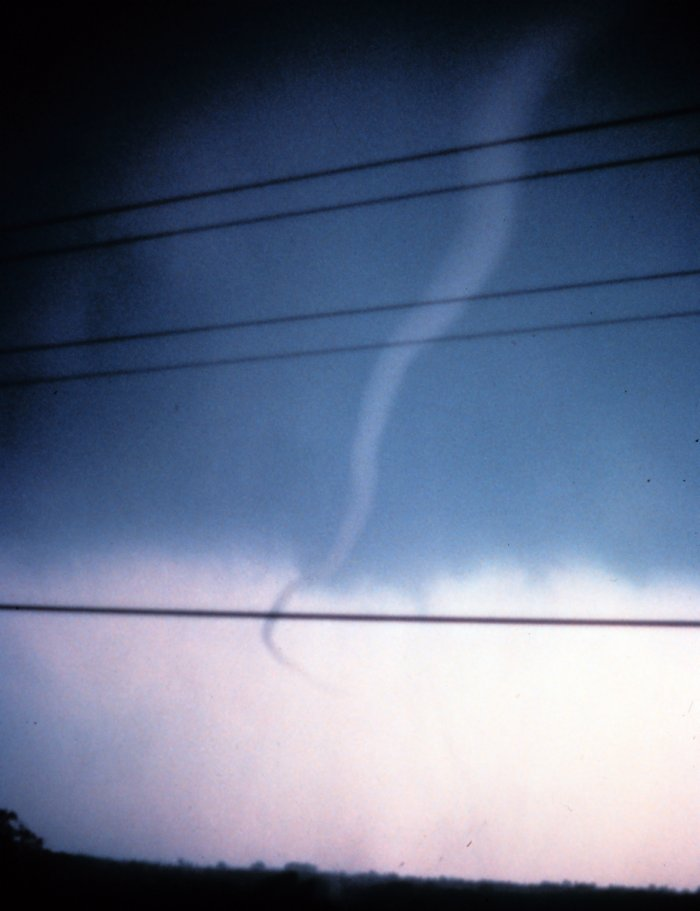
Provazové tornádo ve fázi rozptylu, Tecumseh, Oklahoma.

#### Tornáda
Tornádo je prudký a nebezpečný rotující sloupec vzduchu, který je v kontaktu jak s povrchem Země, tak s oblakem cumulonimbus nebo ve vzácných případech se základnou oblaku cumulus. Označuje se také jako twister nebo cyklóna, ačkoli slovo cyklóna se v meteorologii používá v širším smyslu pro označení jakékoli uzavřené cirkulace nízkého tlaku. Tornáda mají mnoho tvarů a velikostí, ale obvykle mají podobu viditelného kondenzačního trychtýře, jehož úzký konec se dotýká Země a často je obklopen oblakem trosek a prachu. Tornáda se mohou vyskytovat jednotlivě nebo se mohou vyskytovat ve velkých ohniscích tornád spojených se supercelami nebo v jiných rozsáhlých oblastech rozvoje bouřek.
Většina tornád má rychlost větru nižší než 110 km/h, jejich průměr je přibližně 75 m a před rozptýlením urazí několik kilometrů. Nejextrémnější tornáda mohou dosahovat rychlosti větru vyšší než 480 km/h, jejich průměr přesahuje 3 km a na zemi se udrží možná i více než 100 km.

### Události chladného počasí

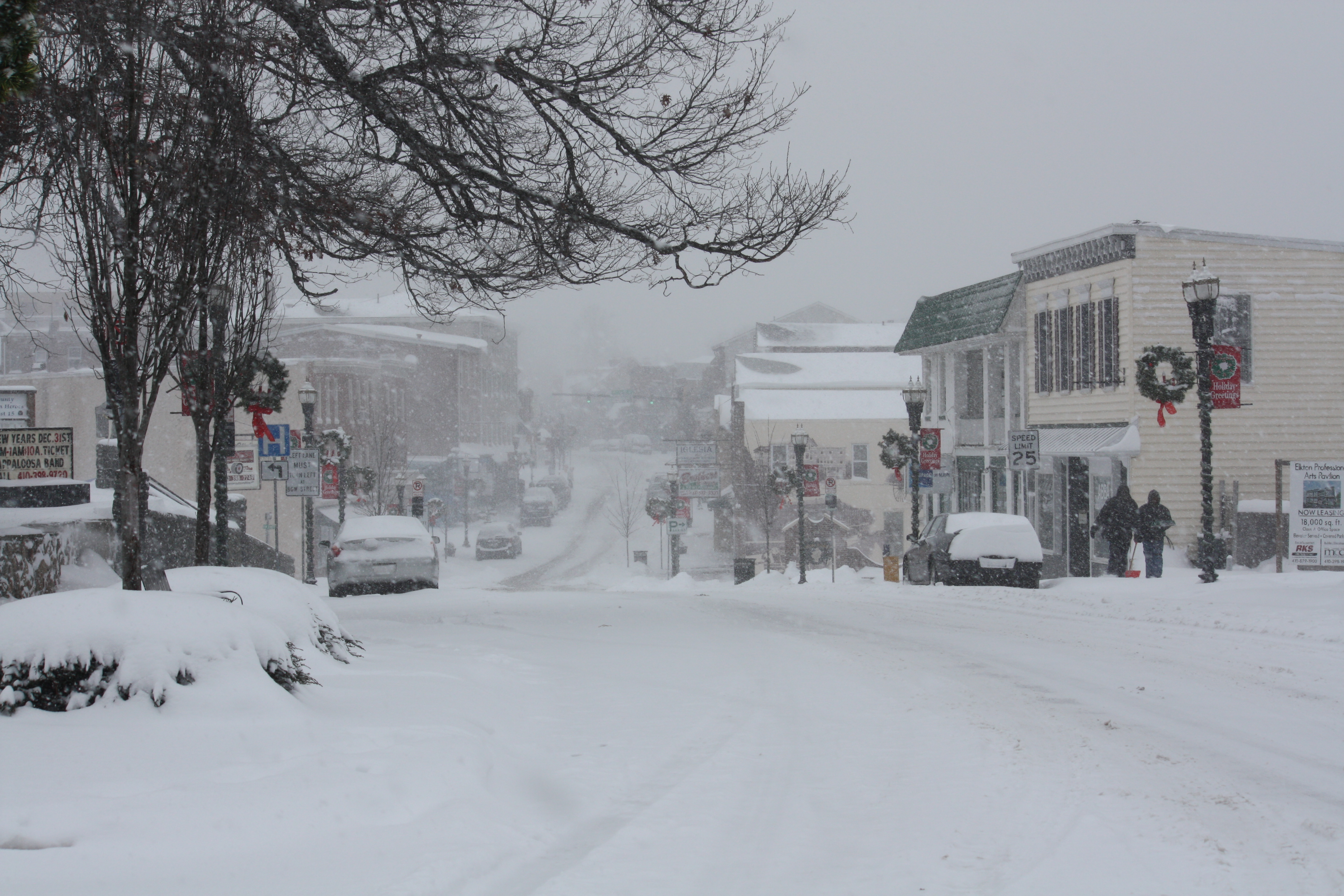
Blizard v Marylandu v roce 2009

#### Blizard, vánice
Blizardy jsou silné zimní bouře charakterizované hustým sněžením a silným větrem. Pokud silný vítr rozvíří již napadaný sníh, hovoří se o přízemní vánici. Sněhové bouře mohou mít dopad na místní ekonomické aktivity, zejména v oblastech, kde jsou sněhové srážky vzácné. Velký blizard v roce 1888 postihl Spojené státy, kdy bylo zničeno mnoho tun úrody pšenice. V Asii byly sněhová bouře v Íránu v roce 1972 a v Afghánistánu v roce 2008 nejsmrtonosnějšími sněhovými bouřemi v historii; při první z nich byla oblast o velikosti Wisconsinu celá zasypána sněhem. Superbouře z roku 1993 vznikla v Mexickém zálivu a putovala na sever, kde způsobila škody ve 26 amerických státech i v Kanadě a vedla k více než 300 úmrtím.

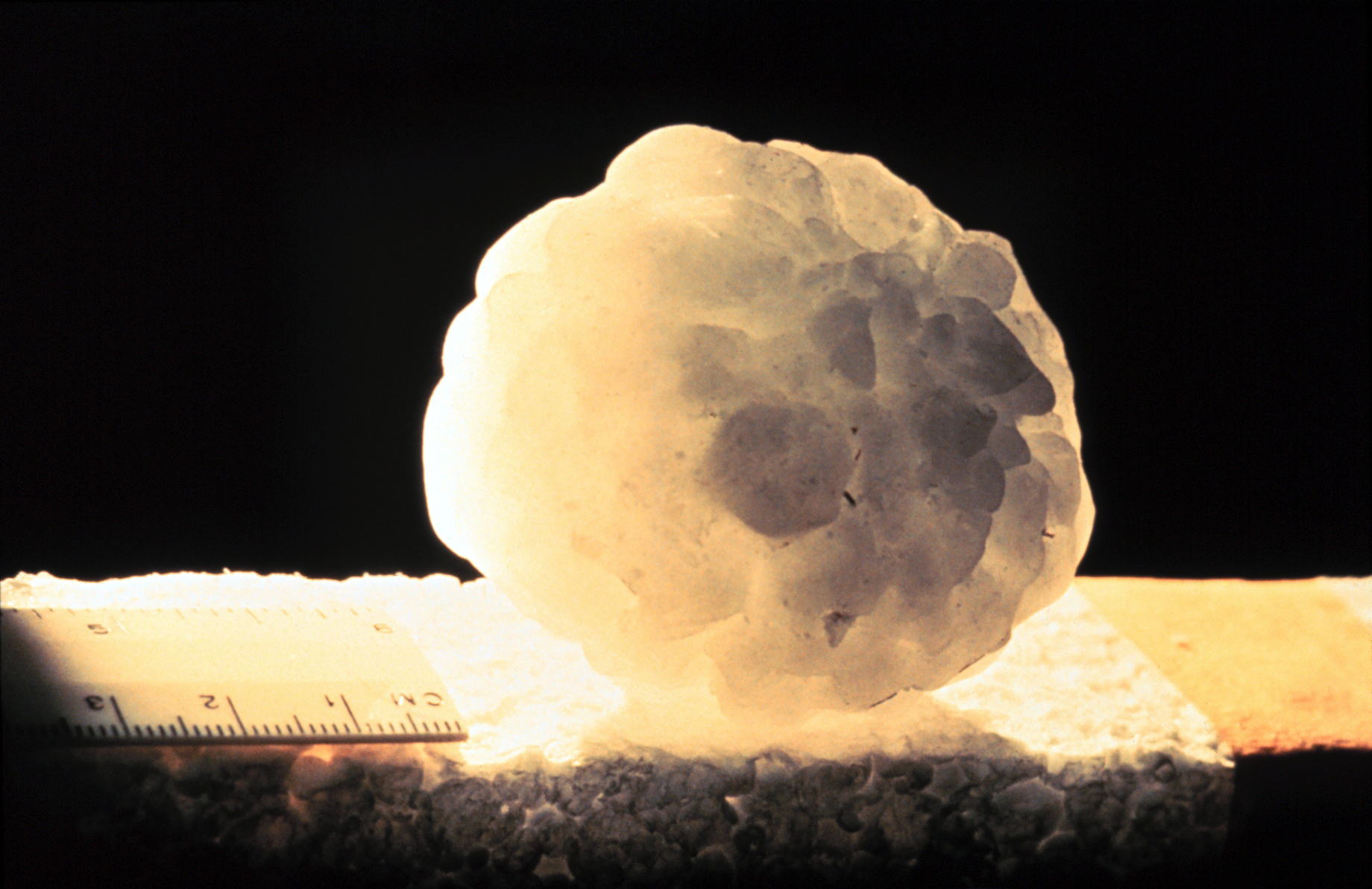
Kroupa o průměru 6 cm

#### Bouře s krupobitím
Kroupy jsou srážky ve formě ledu, který neroztaje před dopadem na zem. Krupobití je způsobeno bouřkami. Kroupy mají obvykle průměr od 5 do 150 mm. Mohou poškodit místo, na které spadnou. Krupobití může být obzvláště ničivé pro zemědělská pole, kde ničí úrodu a poškozuje vybavení. Obzvláště ničivé krupobití zasáhlo 12. července 1984 německý Mnichov a způsobilo pojistné události za přibližně 2 miliardy dolarů.

#### Ledové bouře
Ledová bouře je druh zimní bouře, která se vyznačuje mrznoucím deštěm. Národní meteorologická služba USA definuje ledovou bouři jako bouři, při které se na exponovaných plochách nahromadí alespoň 6,35 ledu.

#### Studené vlny
Studená vlna, v některých oblastech známá jako cold snap nebo cold spell, je meteorologický jev, který se vyznačuje náhlým ochlazením vzduchu. Konkrétně se v pojetí Národní meteorologické služby USA studená vlna projevuje rychlým poklesem teploty během 24 hodin, který vyžaduje podstatně zvýšenou ochranu zemědělství, průmyslu, obchodu a společenských aktivit. Přesné kritérium studené vlny je určeno rychlostí poklesu teploty a minimem, na které teplota klesá. Tato minimální teplota závisí na zeměpisné oblasti a ročním období.

## Vícenásobná nebezpečí
Každý z výše uvedených typů přírodních nebezpečí má velmi odlišné charakteristiky, pokud jde o prostorové a časové měřítko, které ovlivňují, četnost a dobu návratu nebezpečí a míru intenzity a dopadu. Tyto složitosti vedou k tomu, že je běžné hodnocení „jednoho nebezpečí“, kdy je potenciál nebezpečí způsobený jedním konkrétním typem nebezpečí omezen. V těchto příkladech se s nebezpečími často zachází jako s izolovanými nebo nezávislými. Alternativou je přístup „více nebezpečí, který se snaží identifikovat všechna možná přírodní nebezpečí a jejich vzájemné působení nebo vztahy.
Existuje mnoho příkladů, kdy jedno přírodní nebezpečí vyvolává nebo zvyšuje pravděpodobnost výskytu jednoho nebo více dalších přírodních nebezpečí. Například zemětřesení může vyvolat sesuvy půdy, zatímco lesní požár může zvýšit pravděpodobnost vzniku sesuvů v budoucnu. Podrobný přehled těchto interakcí u 21 přírodních nebezpečí identifikoval 90 možných interakcí s různou pravděpodobností a prostorovým významem. Mohou existovat také interakce mezi těmito přírodními nebezpečími a antropickými procesy. Například odběr podzemní vody může vyvolat sesuvy půdy související s podzemní vodou.
Účinná analýza nebezpečí v jakékoli oblasti (např. pro účely snižování rizika katastrof) by v ideálním případě měla zahrnovat zkoumání všech relevantních nebezpečí a jejich vzájemných interakcí. Aby byla analýza nebezpečí co nejužitečnější pro snižování rizik, měla by být rozšířena o hodnocení rizik, při kterém se zohlední zranitelnost zastavěného prostředí vůči jednotlivým nebezpečím. Tento krok je dobře propracován pro seismické riziko, kde se posuzuje možný vliv budoucích zemětřesení na stavby a infrastrukturu, a také pro riziko extrémního větru a v menší míře pro riziko povodní. U ostatních typů přírodních rizik je výpočet rizika náročnější, a to především z důvodu neexistence funkcí spojujících intenzitu nebezpečí a pravděpodobnost různých úrovní poškození (křivky křehkosti).

## Odpovědi
Nouzové řízení je hlavní funkcí orgánů civilní ochrany (nebo civilní obrany). Mělo by se zabývat všemi čtyřmi fázemi katastrof: zmírňováním a prevencí, reakcí na katastrofy, obnovou a připraveností.

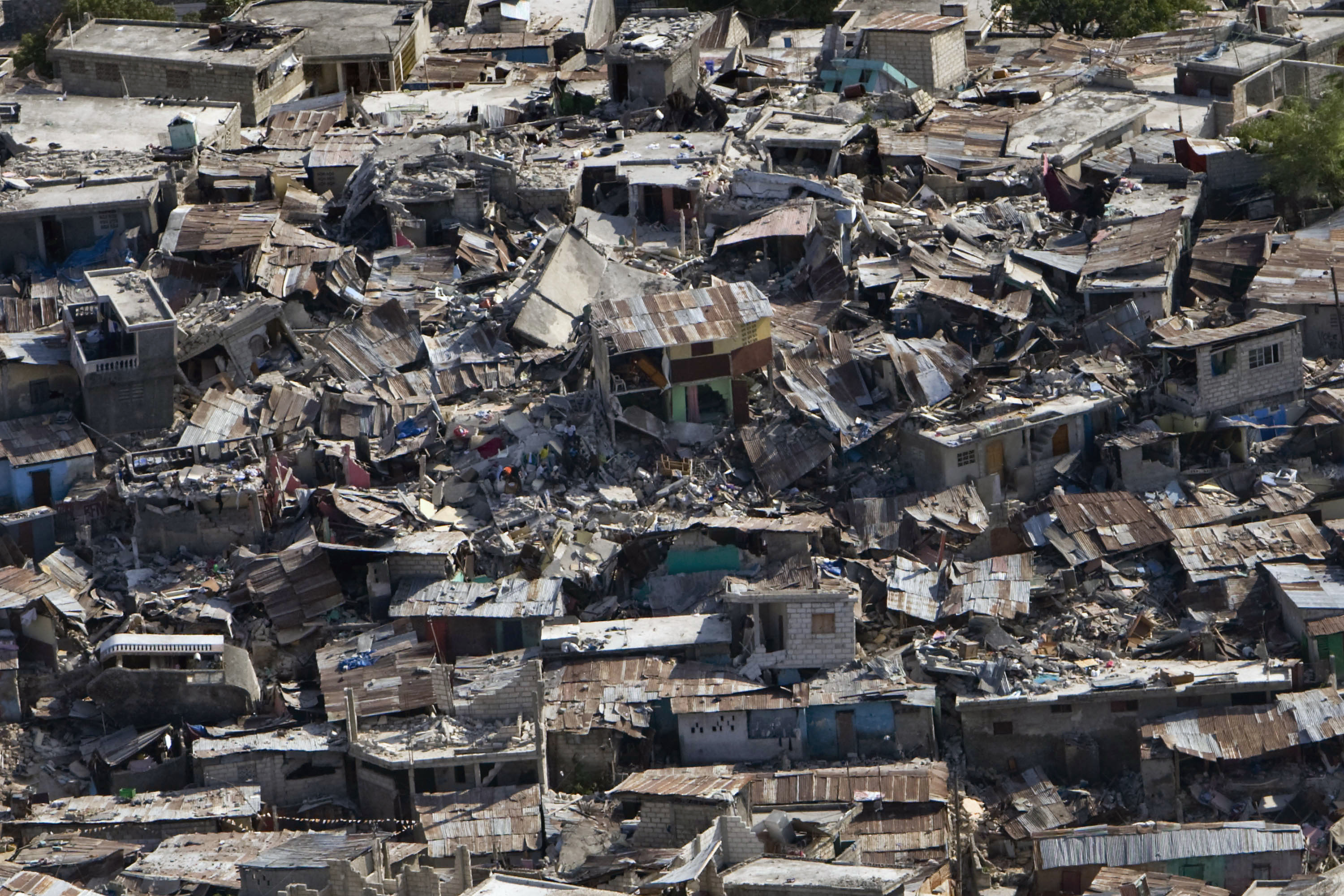
Následky zemětřesení na Haiti

### Zmírnění následků a prevence
Preventivní nebo zmírňující opatření se u různých typů katastrof liší. V oblastech náchylných k zemětřesení mohou tato preventivní opatření zahrnovat stavební úpravy, jako je instalace zemětřesného ventilu, který okamžitě uzavře přívod zemního plynu, seismické úpravy nemovitostí a zabezpečení předmětů uvnitř budovy. Ta mohou zahrnovat upevnění nábytku, ledniček, ohřívačů vody a rozbitných předmětů ke stěnám a přidání zámků na skříně. V oblastech ohrožených povodněmi mohou být domy postaveny na kůlech. V oblastech náchylných k dlouhodobým výpadkům elektrického proudu zajistí pokračování provozu generátor. Výstavba sklepů proti bouřce a protiatomových krytů jsou dalšími příklady osobních zmírňujících opatření.

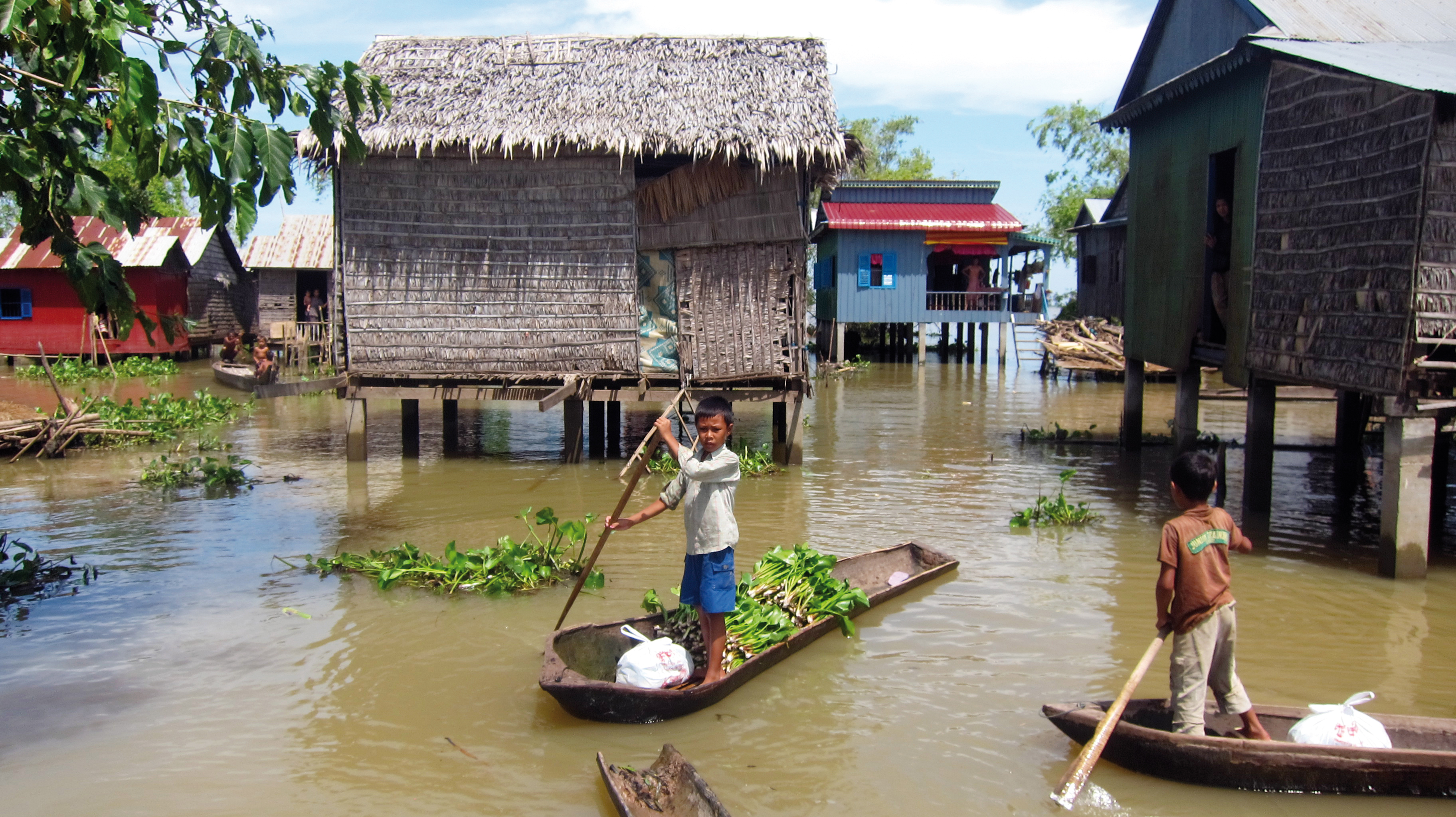
Vesnice upravily konstrukci domů tak, aby chránily lidi před stoupajícími záplavami, a k přepravě lidí a potravin se používají malé čluny, které zajišťují obživu. Tento druh snižování rizika katastrof je důležitým prvkem adaptace na změnu klimatu.

### Snížení rizika katastrof
Snižování rizika katastrof (Disaster Risk Reduction, DRR) je systematický přístup k identifikaci, hodnocení a snižování rizik katastrof. Jeho cílem je podpora udržitelného rozvoje prostřednictvím zvyšování odolnosti komunit vůči případným katastrofám. Snižování rizika katastrof se obvykle používá jako politika určená k "definování cílů a úkolů v různých časových horizontech a s konkrétními cíli, ukazateli a časovými rámci" :s.16 Tento koncept se také nazývá řízení rizik katastrof (disaster risk management, DRM).
Snižování rizika katastrof bylo od poloviny 70. let 20. století silně ovlivněno mapováním rizik přírodních katastrof a výzkumem zranitelnosti. Snižování rizika katastrof snižuje zranitelnost komunit zmírňováním dopadů katastrof, snižováním závažnosti a objemu rizikových událostí a podporou lepší odolnosti. Vzhledem k tomu, že změna klimatu zvyšuje závažnost nebezpečných událostí, které se mohou stát katastrofami, jsou DRR a adaptace na změnu klimatu v rámci rozvojových snah často spojovány dohromady. Ve většině odvětví rozvojové a humanitární práce existuje potenciál pro iniciativy snižování rizika katastrof. Strategie a realizace mohou pocházet od komunitních dobrovolníků, místních agentur, federálních vlád a dokonce i mezinárodních skupin, jako je OSN.
Rámec pro snižování rizika katastrof ze Sendai je důležitou mezinárodní iniciativou, která od roku 2022 pomohla 123 zemím přijmout federální i místní strategie snižování rizika katastrof. 13. říjen, Mezinárodní den snižování rizika katastrof, pomohl zviditelnit snižování rizika katastrof a podpořit kulturu prevence. Mezi hlavní otázky a výzvy patří význam komunit a místních organizací při řízení rizik katastrof, správa rizik katastrof a její vztah k rozvoji a genderová citlivost dopadů katastrof a strategií prevence katastrof.

### Reakce
Reakce na katastrofy se vztahuje na opatření přijatá bezprostředně před katastrofou, během ní nebo bezprostředně po ní. Cílem je zachránit životy, zajistit zdraví a bezpečnost a uspokojit životní potřeby postižených lidí. Patří sem varování/evakuace, pátrání a záchrana, poskytnutí okamžité pomoci, vyhodnocení škod, pokračující pomoc a okamžitá obnova nebo výstavba infrastruktury (např. provizorní dešťové kanalizace nebo odváděcí hráze). Cílem reakce na mimořádné události je poskytnout okamžitou pomoc pro zachování života, zlepšení zdraví a podporu morálky postiženého obyvatelstva. Tato pomoc může sahat od poskytování specifické, ale omezené pomoci, jako je pomoc uprchlíkům s dopravou, dočasným přístřeším a potravinami, až po zřizování polostálých osad v táborech a jiných místech. Může také zahrnovat počáteční opravy škod nebo odklonění infrastruktury.

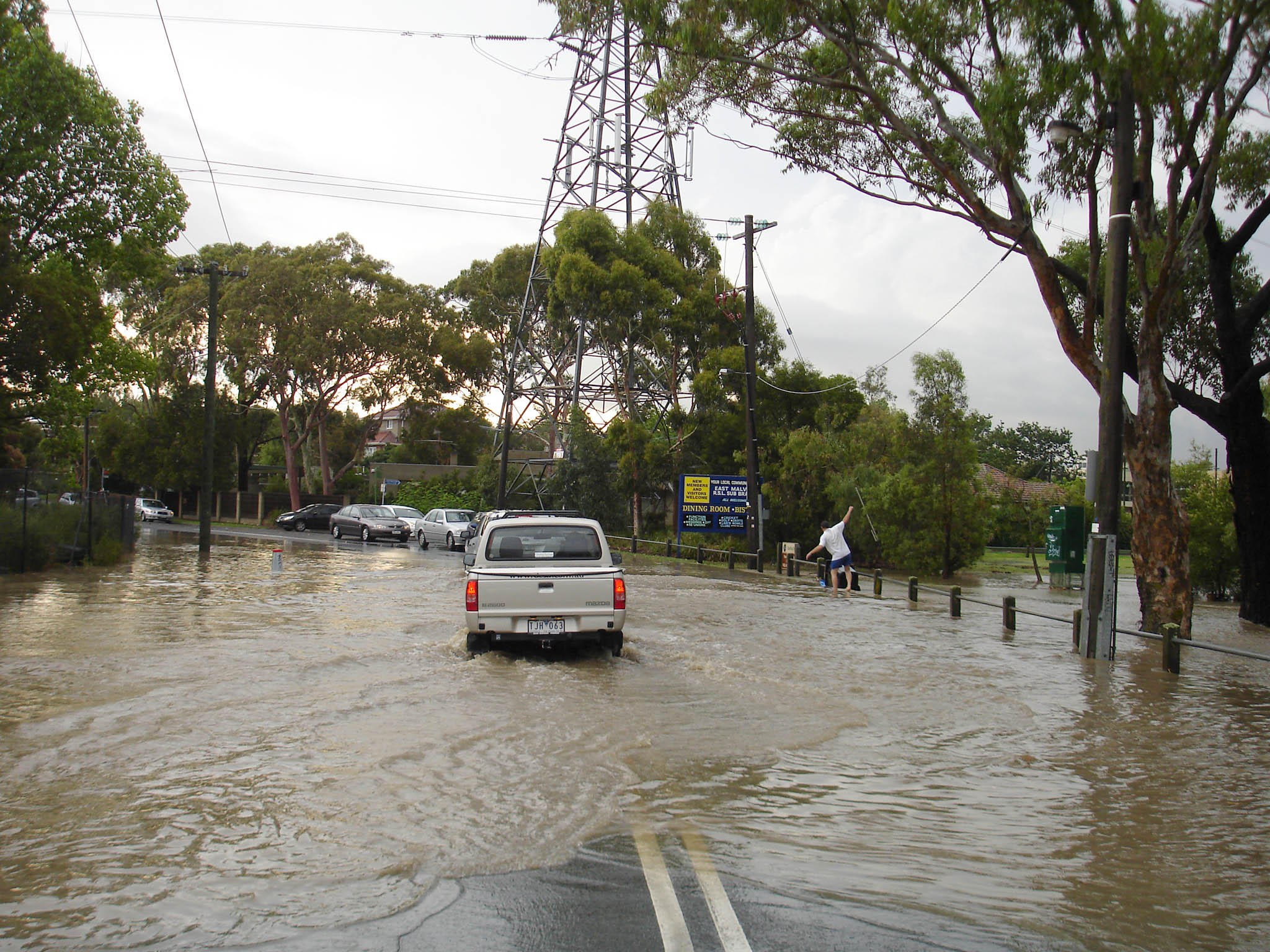
Průjezd bleskovou povodní

### Obnova
Fáze obnovy začíná po odeznění bezprostředního ohrožení lidských životů. Bezprostředním cílem fáze obnovy je co nejrychleji uvést postiženou oblast do normálního stavu. Při obnově se doporučuje zvážit umístění nebo stavební materiál objektu.
Nejextrémnější scénáře uzavření domova zahrnují válku, hladomor a závažné epidemie a mohou trvat rok i déle. Pak bude obnova probíhat uvnitř domu. Plánovači pro tyto události obvykle nakupují volně ložené potraviny a vhodné vybavení pro jejich skladování a přípravu a potraviny konzumují v rámci běžného života. Jednoduchou vyváženou stravu lze sestavit z vitaminových tablet, celozrnné pšenice, fazolí, sušeného mléka, kukuřice a oleje na vaření. Pokud je to možné, zařazuje se zelenina, ovoce, koření a maso, a to jak připravené, tak čerstvě vypěstované.

### Připravenost
Připravenost se zaměřuje na přípravu vybavení a postupů pro použití v případě katastrofy. Vybavení a postupy mohou být použity ke snížení zranitelnosti vůči katastrofě, ke zmírnění dopadů katastrofy nebo k účinnější reakci v případě mimořádné události. Americká Federální agentura pro krizové řízení (FEMA) navrhla základní čtyřstupňovou vizi připravenosti, která v kruhovém plánovacím procesu plyne od zmírňování následků přes připravenost k reakci na katastrofu a k obnově a zpět ke zmírňování následků. Tento kruhový, překrývající se model byl modifikován dalšími agenturami, vyučován v kurzech krizového řízení a diskutován v akademických pracích.

## Společnost a kultura

### Mezinárodní právo
Úřad OSN pro koordinaci humanitárních záležitostí byl zřízen rezolucí Valného shromáždění 44/182.
Podle Úmluvy OSN o právech osob se zdravotním postižením „smluvní státy přijmou v souladu se svými závazky podle mezinárodního práva, včetně mezinárodního humanitárního práva a mezinárodního práva v oblasti lidských práv, veškerá nezbytná opatření k zajištění ochrany a bezpečnosti osob se zdravotním postižením v rizikových situacích, včetně situací ozbrojených konfliktů, humanitárních mimořádných událostí a výskytu přírodních katastrof.“ Ochranu osob vysídlených v důsledku přírodních katastrof zajišťují také Hlavní zásady OSN pro vnitřní vysídlení z roku 1998 a Kampalská úmluva z roku 2009.

### Související stránky
- Nouzové řízení
- Civilní obrana
- Ekologická katastrofa
- Existenční riziko
- Seznam ekologických katastrof